# Liste der Biografien/Eu
Liste der Biografien |
Portal Biografien |
Personensuche
# |
A |
B |
C |
D |
E |
F |
G |
H |
I |
J |
K |
L |
M |
N |
O |
P |
Q |
R |
S |
T |
U |
V |
W |
X |
Y |
Z |
?
 
Ea |
Eb |
Ec |
Ed |
Ee |
Ef |
Eg |
Eh |
Ei |
Ej |
Ek |
El |
Em |
En |
Eo |
Ep |
Eq |
Er |
Es |
Et |
Eu |
Ev |
Ew |
Ex |
Ey |
Ez
Die Liste der Biografien führt alle Personen auf, die in der deutschsprachigen Wikipedia einen Artikel haben. Dieses ist eine Teilliste mit 570 Einträgen von Personen, deren Namen mit den Buchstaben „Eu“ beginnt.

## Eu
- Eu, Amanda Nell (* 1985), malaysische Filmemacherin
- Eu, Gaston d’Orléans, comte d’ (1842–1922), Prinz aus dem Hause Orléans und brasilianischer Marschall

### Eua
- Euagoras († 311 v. Chr.), Feldherr des Antigonos Monophthalmos; Statthalter von Aria, Drangiana und der Persis
- Euagoras I., König von Salamis auf Zypern
- Euagoras II., König und persischer Satrap von Salamis auf Zypern
- Euagrios († 380), Erzbischof von Konstantinopel (370 und eventuell 379/380)
- Euagrios Pontikos (345–399), christlicher Mönch, Asket und SchriftstellerEuagrios Pontikos (345–399)

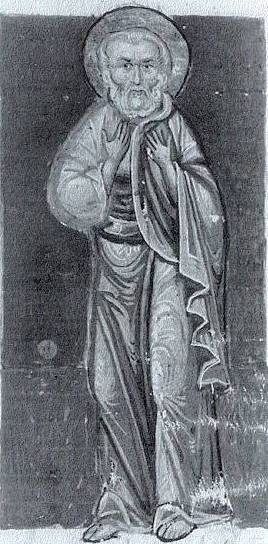
Euagrios Pontikos (345–399)

- Euagrios Scholastikos, spätantiker Kirchenhistoriker
- Euagrios von Antiochia, Bischof in Griechenland
- Euan-Smith, Charles Bean (1842–1910), britischer Offizier und Diplomat
- Euandros, Gaius Avianius, antiker griechischer Bildhauer und Restaurator, vielleicht auch Toreut
- Euarchos, griechischer Töpfer
- Euathlos, Schüler des Protagoras

### Eub
- Euba, Akin (1935–2020), nigerianischer Komponist
- Euba, Matthias (* 1967), deutscher Fernsehmoderator und Synchronsprecher
- Euba, Wolf (1934–2013), deutscher Rezitator, Hörspielregisseur und Autor
- Eubank, Chris (* 1966), britischer BoxerChris Eubank (* 1966)
- Eubank, Chris junior (* 1989), britischer Boxer

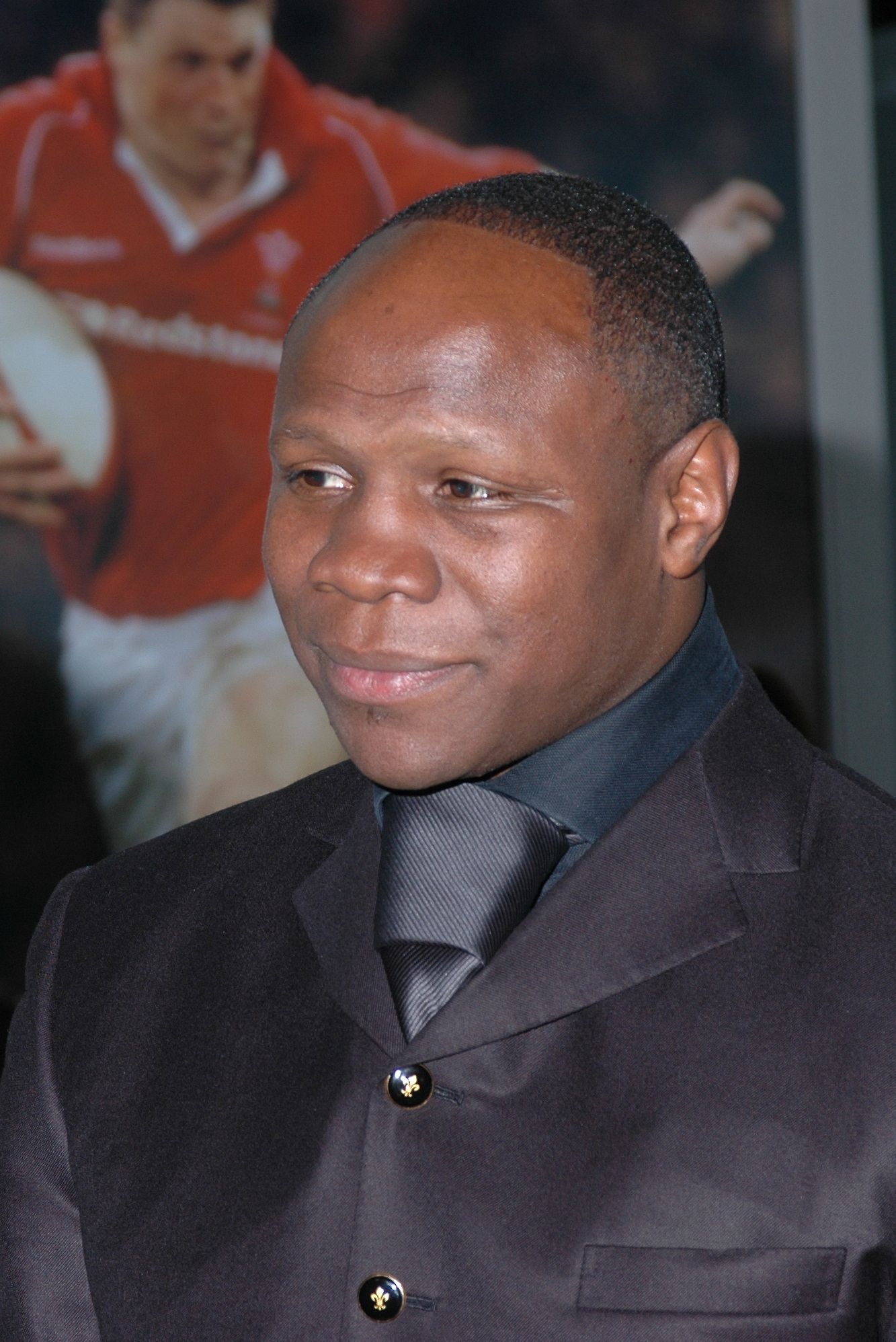
Chris Eubank (* 1966)

- Eubank, Earle Edward (1887–1945), US-amerikanischer Soziologe und Förderer der Sozialen Arbeit
- Eubank, Shari (* 1947), US-amerikanische Schauspielerin
- Eubank, William (* 1982), US-amerikanischer Filmregisseur, Kameramann und Drehbuchautor
- Eubanks, Charles (1948–2022), US-amerikanischer Jazzpianist
- Eubanks, Christopher (* 1996), US-amerikanischer Tennisspieler
- Eubanks, Duane (* 1969), US-amerikanischer Jazztrompeter
- Eubanks, Horace (1894–1948), US-amerikanischer Jazzmusiker (Klarinette, Altsaxophon)
- Eubanks, Kevin (* 1957), US-amerikanischer Jazzgitarrist
- Eubanks, Luther Boyd (1917–1996), US-amerikanischer Jurist und Politiker
- Eubanks, Robin (* 1955), US-amerikanischer Jazzposaunist
- Eubel, Konrad (1842–1923), deutscher Franziskaner-Minorit und Historiker
- Eubulides von Milet, griechischer Philosoph und Logiker
- Eubulos, antiker griechischer Bildhauer
- Eubulos, antiker griechischer Goldschmied
- Eubulos, athenischer Staatsmann

### Euc
- Euch, Johannes von (1834–1922), deutscher Apostolischer Vikar von Dänemark (1892–1922)
- Eucharides-Maler, attischer Vasenmaler
- Eucharis, antike römische Schauspielerin
- Eucharistos, griechischer Steinmetz
- Eucharius, Bischof von Trier
- Eucheir, korinthischer Koroplast
- Eucheir, mythischer griechischer Maler
- Eucheiros, griechischer Töpfer
- Eucheiros-Maler, griechischer Vasenmaler
- Euchel, Isaac (1756–1804), jüdischer Aufklärer
- Eucheria, römische Dichterin der Antike
- Eucherius von Lyon, Bischof von Lyon
- Eucherius von Orléans († 738), Bischof von Orléans
- Euchner, Walter (1933–2011), deutscher Politikwissenschaftler
- Eucken, Arnold (1884–1950), Physikochemiker
- Eucken, Christoph (* 1939), deutsch-schweizerischer Altphilologe
- Eucken, Kurt (1899–1947), deutsch-argentinischer Schachkomponist
- Eucken, Rudolf (1846–1926), deutscher Philosoph und Träger des Literaturnobelpreises
- Eucken, Walter (1891–1950), deutscher ÖkonomWalter Eucken (1891–1950)

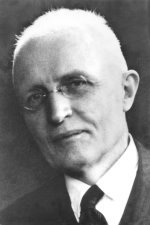
Walter Eucken (1891–1950)

- Eucken-Addenhausen, Georg von (1855–1942), deutscher Jurist und Politiker
- Eucken-Erdsiek, Edith (1896–1985), deutsche Kulturphilosophin und Schriftstellerin
- Eucker, Hans (1820–1891), Bürgermeister und Mitglied der kurhessischen Ständeversammlung

### Eud
- Eudaemon, Tiberius Claudius, Freigelassener des Kaisers Claudius
- Eudamidas I., König von Sparta
- Eudamidas II., König von Sparta
- Eudemos († 316 v. Chr.), makedonischer Feldherr und Statthalter
- Eudemos von Alexandria, griechischer Arzt
- Eudemos von Rhodos, antiker griechischer Philosoph
- Eudemos von Zypern († 353 v. Chr.), griechischer Philosoph und Offizier
- Eudes de Saint-Amand († 1180), Großmeister des Templerordens
- Eudes Herpin von Bourges, Vizegraf von Bourges, Kreuzritter
- Eudes, Émile (1843–1888), französischer Kommunarde
- Eudes, Johannes (1601–1680), französischer Ordensgründer und Heiliger
- Eudes, Victorine (1848–1881), französische Kommunardin
- Eudes-Deslongchamps, Eugène (1830–1889), französischer Paläontologe
- Eudes-Deslongchamps, Jacques-Amand (1794–1867), französischer Mediziner, Zoologe und Paläontologe
- Eudidaktos, griechischer Bildhauer
- Eudier, Louis (1903–1986), französischer Politiker (PCF), Mitglied der Nationalversammlung
- Eudo Dapifer († 1120), Seneschall („Dapifer“) der englischen Könige Wilhelm der Eroberer, Wilhelm Rufus und Heinrich Beauclerk
- Eudo von Aquitanien († 735), Herzog oder Fürst von Aquitanien
- Eudocia, Tochter Licinia Eudoxias und des weströmischen Kaisers Valentinian III.
- Eudokia Ingerina († 882), Mätresse von Kaiser Michael III. und später Kaiserin von Byzanz
- Eudokia Laskarina, byzantinische Prinzessin, Herzogin von Österreich
- Eudokia Makrembolitissa (1021–1096), oströmische Kaiserin
- Eudokia von Heliopolis, Märtyrerin und Heilige
- Eudoros von Alexandria, antiker griechischer Philosoph
- Eudoxia, Herzog von Masowien
- Eudoxia, Aelia († 404), Frau des oströmischen Kaisers Arcadius und Tochter des Franken Bauto
- Eudoxia, Licinia (* 422), römische Kaiserin; Tochter Kaiser Theodosius’ II. und Ehefrau Valentinians III.Licinia Eudoxia (* 422)

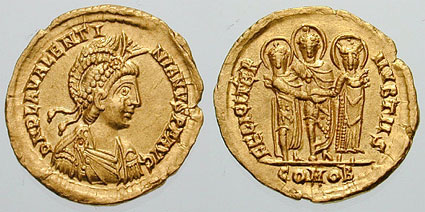
Licinia Eudoxia (* 422)

- Eudoxius von Antiochia († 370), Patriarch von Konstantinopel (360–370), Bischof von Germanica und Antiochien
- Eudoxos aus Kyzikos, griechischer Seefahrer
- Eudoxos von Knidos, griechischer Mathematiker, Astronom, Geograph, Philosoph und Arzt

### Eue
- Eue, Dieter (* 1947), deutscher Schriftsteller
- Eue, Friedrich Wilhelm (1888–1937), Graveur und Medailleur in Berlin und Amerika
- Euell, Jason (* 1977), jamaikanischer Fußballspieler
- Euell, Julian (1929–2019), US-amerikanischer Jazzbassist und Soziologe
- Euen, Hans (1857–1912), deutscher Gutsbesitzer und Politiker, MdR
- Euenor, griechischer Bildhauer
- Euenor, griechischer Maler
- Euergides, griechischer Töpfer
- Euergides-Maler, griechischer Vasenmaler des rotfigurigen Stils
- Euerl, Alfred (1897–1970), deutscher Politiker der CSU
- Euethios, spätantiker griechischer Silberschmied

### Euf
- Eufemia, Regentin von Teschen (1431–1442)
- Eufemia Eriksdotter (* 1317), Herzogin von Mecklenburg
- Eufemia Odonicówna, polnische Prinzessin und Herzogin von Oppeln-Ratibor
- Eufemia Przemysłówna (1253–1298), polnische Prinzessin
- Eufémia, Catarina (1928–1954), portugiesische Landarbeiterin, von der Sicherheitspolizei erschossen
- Eufinger, Bernd (* 1961), deutscher Fußballspieler
- Eufinger, Heinrich (1894–1988), deutscher Gynäkologe
- Eufrosina Przemysłówna († 1298), polnische Prinzessin

### Eug
- Eugamon, altgriechischer Schriftsteller, angeblicher Verfasser der Telegonie
- Euge Groove (* 1962), US-amerikanischer Smooth Jazz-Saxophonist
- Eugen I. († 657), Papst (654–657)
- Eugen II. († 827), Papst (824–827)
- Eugen III. († 1153), Papst (1145–1153)
- Eugen IV. (1383–1447), Papst (1431–1447)
- Eugen Moritz von Savoyen-Carignan (1633–1673), Graf von Soissons und Dreux, General unter Ludwig XIV.
- Eugen Schmid (1688–1744), Abt des Klosters Waldsassen
- Eugen von Österreich-Teschen (1863–1954), österreichischer Feldmarschall im Ersten Weltkrieg, Hochmeister des Deutschen Ordens, Erzherzog von Österreich
- Eugen von Sachsen-Hildburghausen (1730–1795), Prinz von Sachsen-Hildburghausen und dänischer Generalleutnant
- Eugen von Savoyen (1663–1736), österreichischer Feldherr und KunstmäzenEugen von Savoyen (1663–1736)

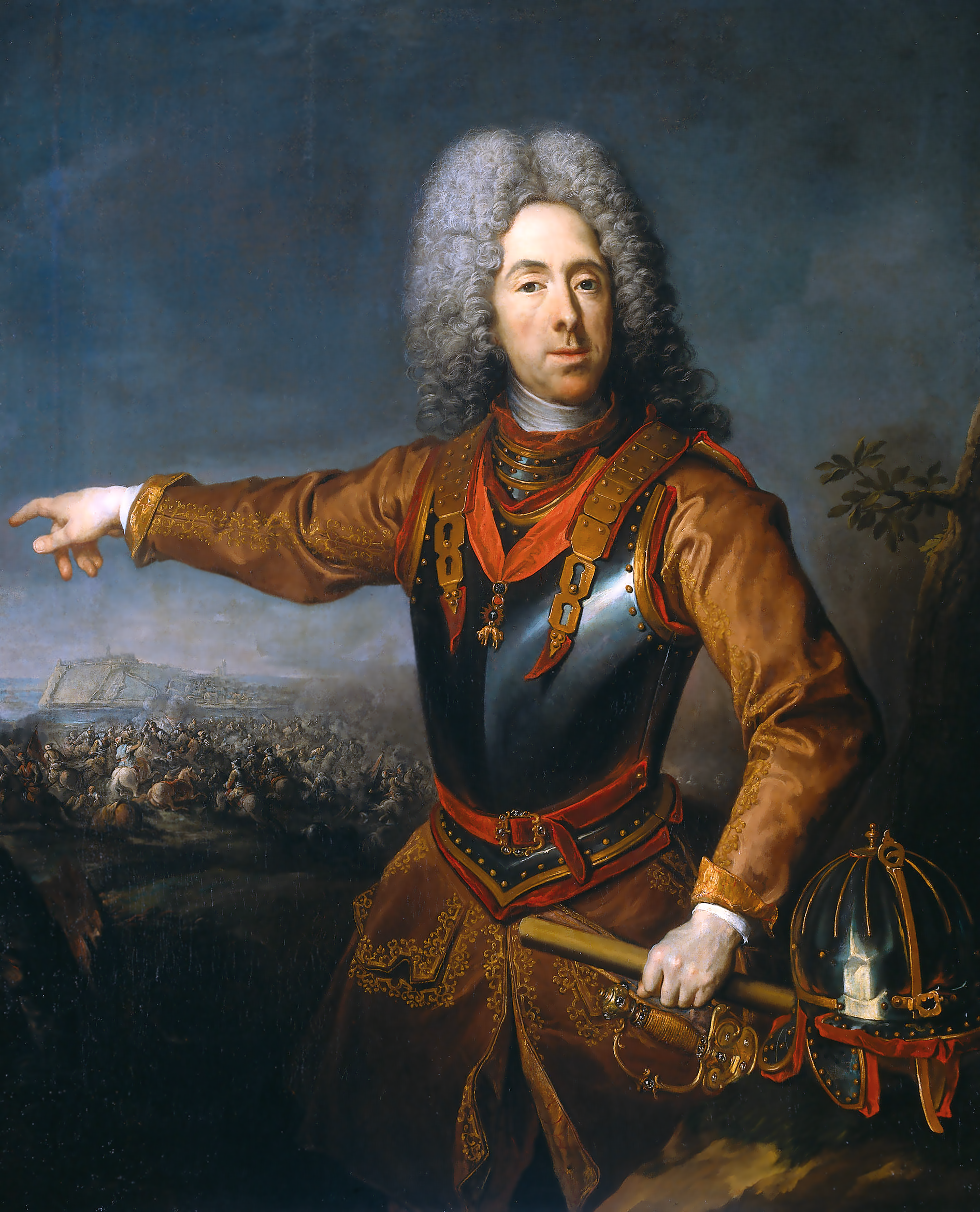
Eugen von Savoyen (1663–1736)

- Eugen von Schweden (1865–1947), schwedischer Prinz, jüngster Sohn von König Oskar II.
- Eugen von Württemberg (1788–1857), Prinz von Württemberg und russischer General
- Eugen, Christoph (* 1976), österreichischer Nordischer Kombinierer
- Eugen, Freddy (1941–2018), dänischer Radrennfahrer
- Eugendus, Heiliger der römisch-katholischen Kirche
- Eugene, Frank (1865–1936), amerikanisch-deutscher Fotograf, Maler und Radierer
- Eugene, Wendell (1923–2017), US-amerikanischer Jazzmusiker
- Eugenia, christliche Märtyrin
- Eugenides, Jeffrey (* 1960), US-amerikanischer SchriftstellerJeffrey Eugenides (* 1960)

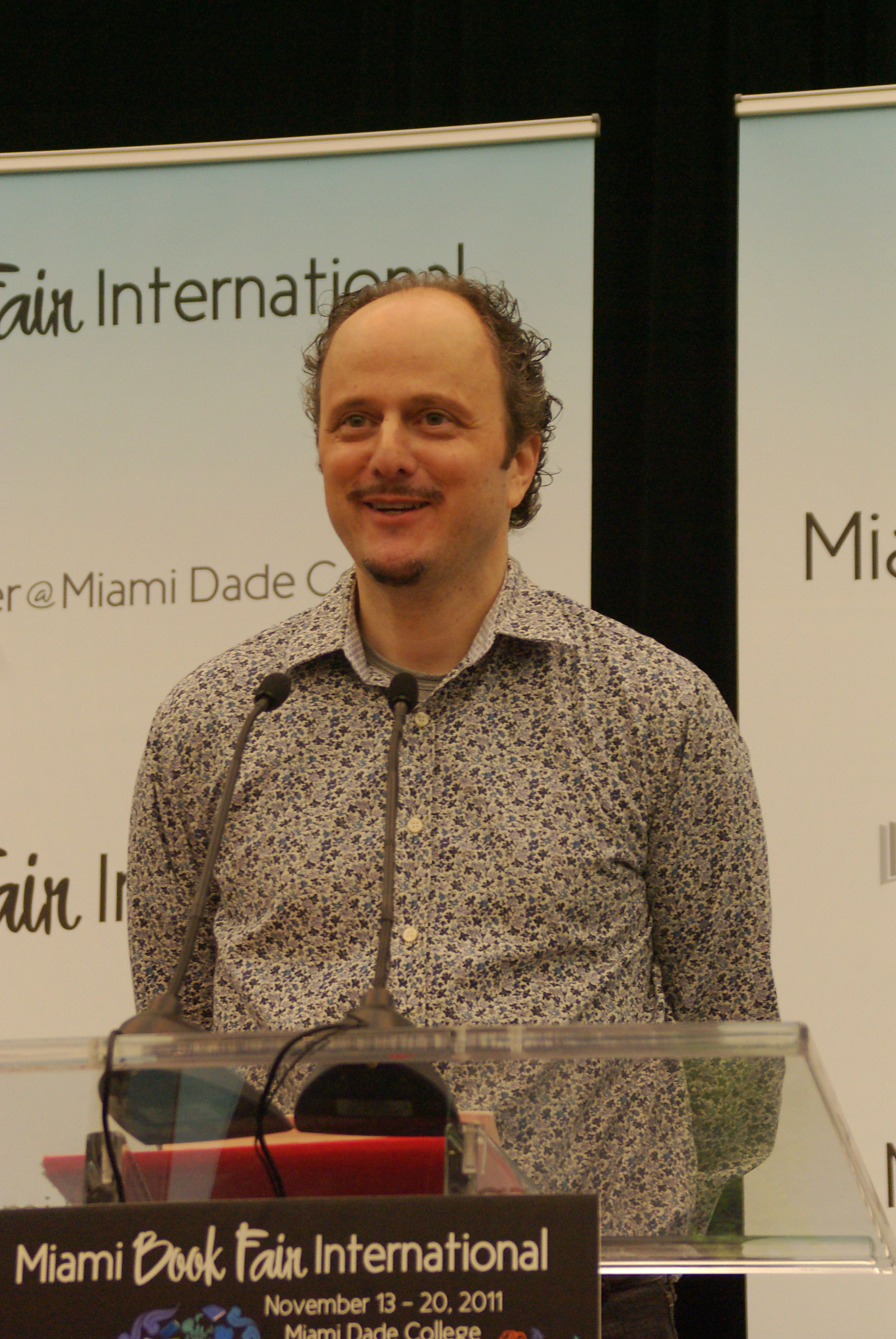
Jeffrey Eugenides (* 1960)

- Eugénie von Schweden (1830–1889), schwedische Prinzessin
- Eugenikos, Markos († 1444), Metropolit von Ephesos
- Eugenio, Julieta (* 1990), argentinische Jazzmusikerin (Saxophon)
- Eugenios, antiker griechischer Goldschmied
- Eugenius, römischer Usurpator
- Eugenius († 394), römischer Gegenkaiser
- Eugenius I. († 242), Bischof von Byzanz
- Eugenius I. von Toledo, Bischof von Toledo, Heiliger und Märtyrer
- Eugenius II. von Toledo († 647), Bischof von Toledo und Astronom
- Eugenius III. von Toledo († 657), Bischof von Toledo
- Eugenius von Palermo, Funktionär am normannischen Königshof in Palermo, Schriftsteller und Übersetzer aus dem Arabischen und Griechischen
- Eugenius, Jaakuaraq (1863–1934), grönländischer Erzähler
- Eugens, Arthur Fritz (1930–1944), deutscher Schauspieler und Kinderdarsteller
- Eugippius, Kirchenschriftsteller, Heiliger
- Eugrammos, korinthischer Koroplast
- Eugraphius, antiker Grammatiker
- Eugster, Alex (* 1937), Schweizer Sänger und Musikproduzent
- Eugster, Arthur (1863–1922), Schweizer Pfarrer, Kantonsrat, Regierungsrat und Nationalrat
- Eugster, Charles (1919–2017), britisch-schweizerischer Senioren-Sportler
- Eugster, Conrad Hans (1921–2012), Schweizer Chemiker
- Eugster, Ernst (* 1945), niederländischer Judoka
- Eugster, Guido (1936–2021), Schweizer Sänger und Musikproduzent
- Eugster, Hans (1929–1956), Schweizer Turner
- Eugster, Hans P. (1925–1987), schweizerisch-US-amerikanischer Mineraloge, Geochemiker und Petrologe
- Eugster, Howard (1861–1932), religiös-sozialistischer Redakteur und Politiker
- Eugster, Jakob (1891–1974), Schweizer Arzt
- Eugster, Jakob (1897–1969), Schweizer Jurist und Kantonsrat
- Eugster, Josef (* 1940), Schweizer Geistlicher und Reflexologe
- Eugster, Meinrad (1848–1925), Schweizer MönchMeinrad Eugster (1848–1925)

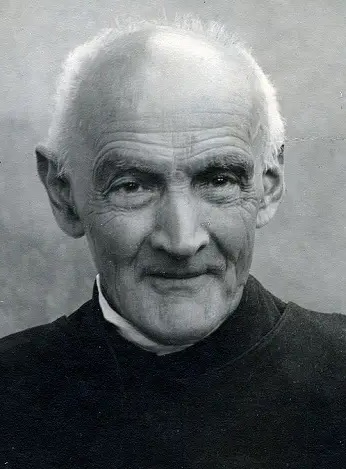
Meinrad Eugster (1848–1925)

- Eugster, Vic (1940–2022), Schweizer Sänger und Tonmeister
- Eugster, Werner (1964–2022), Schweizer Geograph und Wissenschaftler
- Eugster, Willi (* 1948), Schweizer Pädagoge und Psychologe
- Eugster-Züst, Anna Theodora (1860–1938), Schweizer Pietistin und Armenpflegerin
- Eugui, Héctor Hugo (* 1947), uruguayischer Fußballspieler und -trainer

### Euh
- Euhemeros, griechischer Philosoph, Schriftsteller und Mythenautor
- Euhus, Walter (* 1939), deutscher Radsportler, Autor und Sammler von Radantiquitäten

### Euk
- Eukleidas, griechischer Münzstempelschneider
- Eukleidas († 222 v. Chr.), spartanischer König
- Eukleides, Athener Archon
- Eukles, möglicherweise griechischer Vasenmaler
- Eukles von Mylasa, kleinasiatisch-hellenistischer Erzbildner
- Euklid, griechischer Mathematiker
- Euklid von Megara, griechischer Philosoph, Schüler des Sokrates
- Eukrates († 404 v. Chr.), athenischer Feldherr, Bruder des Nikias
- Eukratides I., König des griechisch-baktrischen Königreichs
- Eukratides II., König des griechisch-baktrischen Königreichs
- Euktemon, antiker griechischer Astronom

### Eul
- Eula, Stanislao (1818–1886), italienischer Geistlicher und Bischof von Novara
- Eulaios († 169 v. Chr.), Vormund und Regent für den minderjährigen Ptolemaios VI.
- Eulalia von Barcelona, Heilige der römisch-katholischen Kirche
- Eulalia von Mérida (292–304), Heilige und Märtyrin
- Eulálio, Afonso (* 2001), portugiesischer Straßenradrennfahrer
- Eulalius († 423), Gegenpapst (418–419)
- Eulau, Heinz (1915–2004), US-amerikanischer Politikwissenschaftler deutscher Herkunft
- Eulberg, Dominik (* 1978), deutscher DJ und MusikproduzentDominik Eulberg (* 1978)

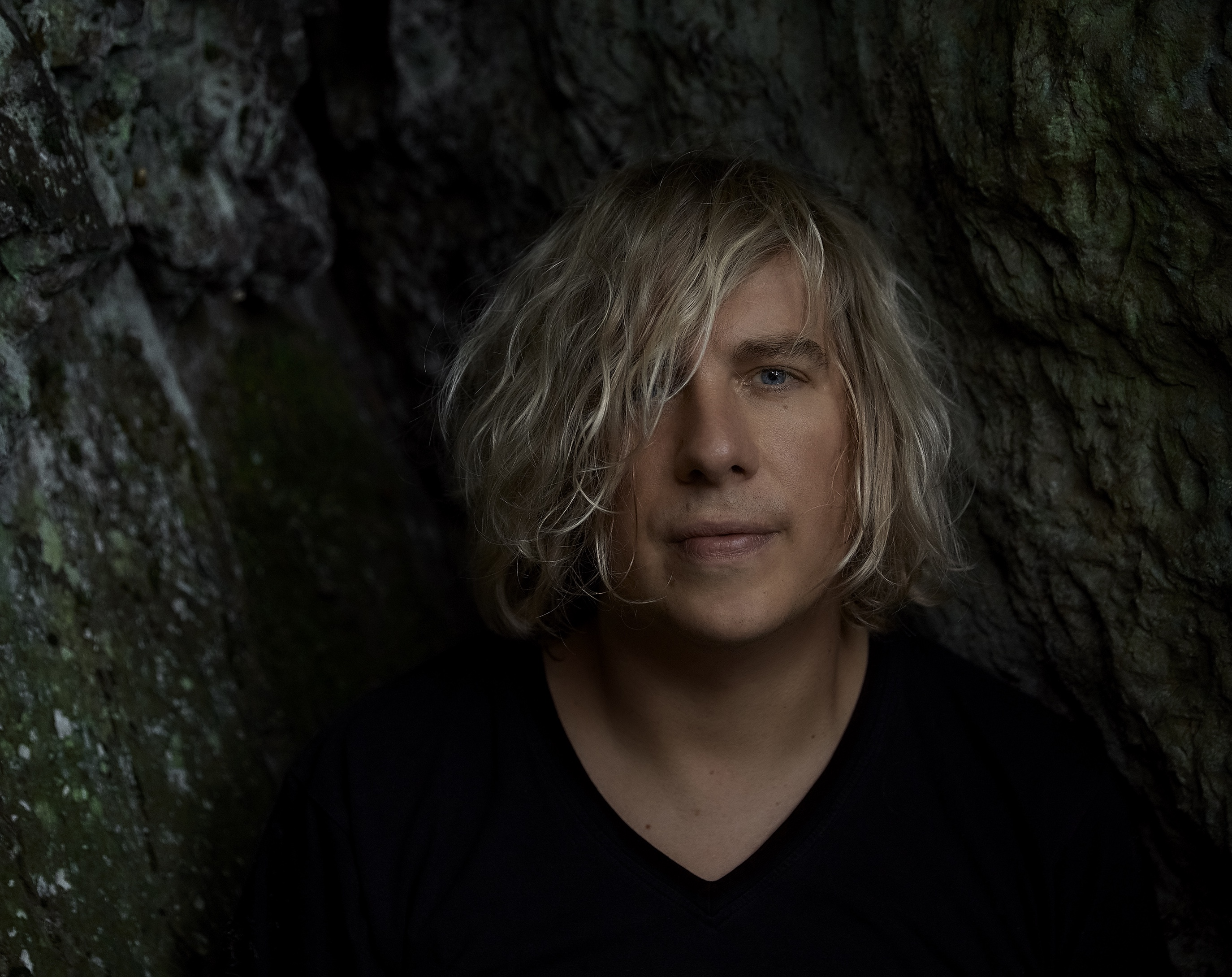
Dominik Eulberg (* 1978)

- Eulberg, Frank (* 1963), deutscher Fußballtrainer
- Eule, Caron, US-amerikanische Tänzerin und Choreographin
- Eule, Emil (1843–1887), deutscher Komponist
- Eule, Friedrich Eduard (1831–1910), deutscher Jurist und Politiker, MdL (Königreich Sachsen)
- Eule, Gottfried (1754–1826), deutscher Theaterschauspieler, Sänger (Bassbuffo), Komiker und Intendant
- Eule, Hans (1923–1971), deutscher Orgelbauer
- Eule, Hermann (1846–1929), deutscher Orgelbauer
- Eule, Juliane (* 1985), deutsche Altorientalistin
- Eule, Karl (1776–1827), deutscher Komponist und Musikdirektor
- Eule, Robert (1864–1932), deutscher Autor
- Eulefeld, Adelbert (1853–1938), deutscher Forstbeamter
- Eulen, Siegfried Emmo (1890–1945), deutscher Offizier
- Eulenbeck, Daniel (1539–1595), deutscher Rechtswissenschaftler
- Eulenbeck, Daniel d. J. (1570–1587), deutscher Student
- Eulenberg, Hedda (1876–1960), deutsche Übersetzerin und SchriftstellerinHedda Eulenberg (1876–1960)

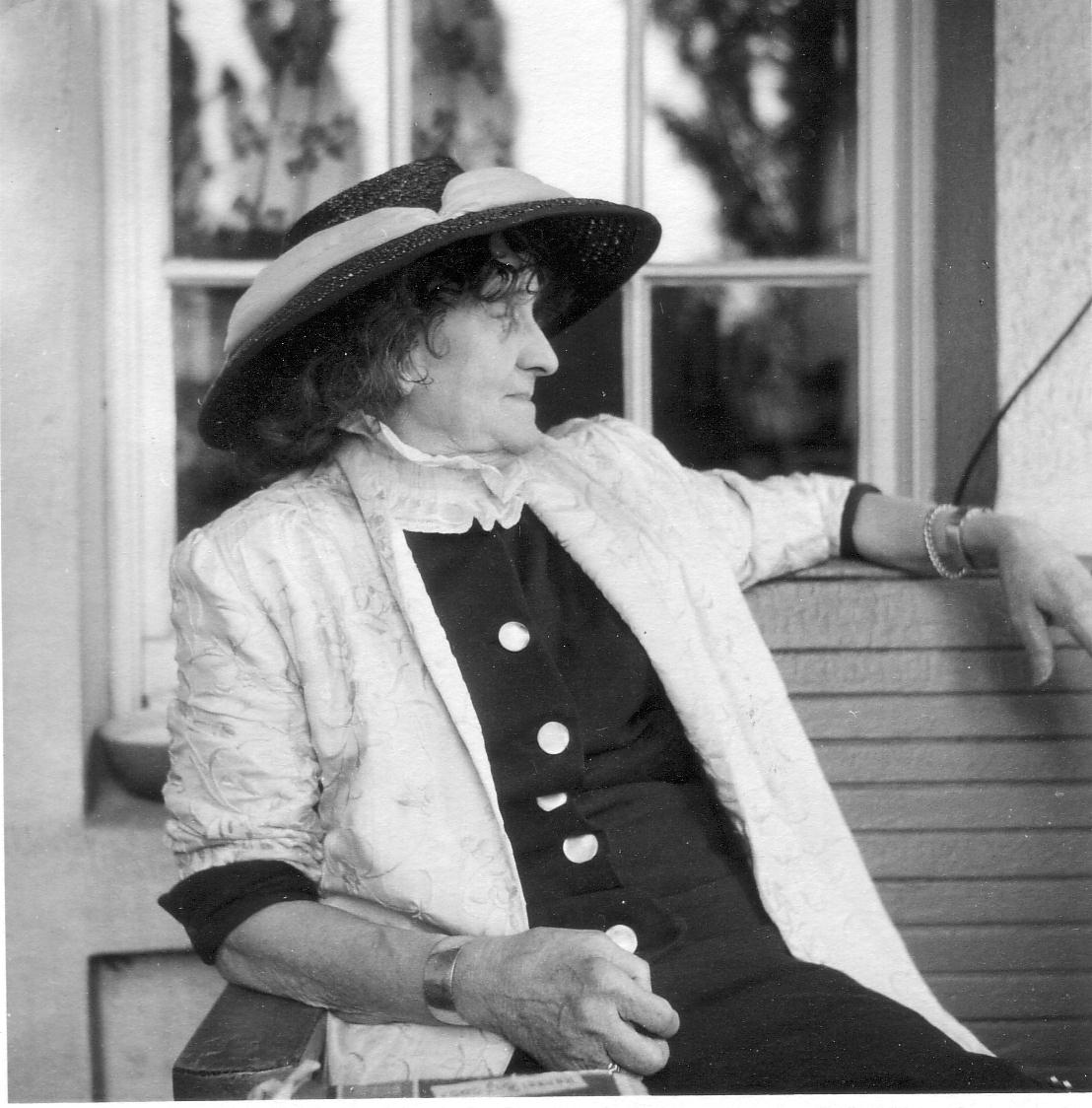
Hedda Eulenberg (1876–1960)

- Eulenberg, Herbert (1876–1949), deutscher Schriftsteller
- Eulenberg, Hermann (1814–1902), deutscher Mediziner
- Eulenberg, Till (1906–1976), deutscher Journalist und Verleger
- Eulenberg, Wok Pniowsky von, nordmährischer Adliger und Forscher
- Eulenberger, Jens (* 1973), deutscher Schauspieler
- Eulenberger, Klaus (* 1943), deutscher Veterinärmediziner
- Eulenberger, Klaus (1946–2018), evangelisch-lutherischer Theologe, Autor und Herausgeber
- Eulenbruch, Maria (1899–1972), deutsche Keramikerin und Hochschullehrerin, Kunstprofessorin in Aachen
- Eulenburg, Albert (1840–1917), deutscher Arzt und Wissenschaftler
- Eulenburg, August zu (1838–1921), preußischer General der Infanterie, Minister des königlichen Hauses
- Eulenburg, Augusta zu (1882–1974), deutsche Malerin
- Eulenburg, Botho Heinrich zu (1804–1879), preußischer Beamter und Politiker, MdR
- Eulenburg, Botho Sigwart zu (1884–1915), deutscher Komponist
- Eulenburg, Botho zu (1831–1912), preußischer Ministerpräsident und InnenministerBotho zu Eulenburg (1831–1912)

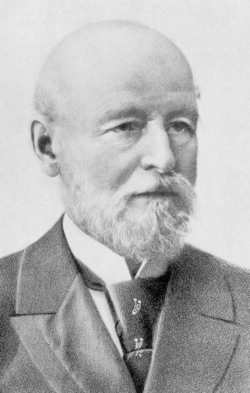
Botho zu Eulenburg (1831–1912)

- Eulenburg, Botho-Wendt zu (1883–1945), deutscher Gutsbesitzer und Politiker (DNVP), MdR
- Eulenburg, Ernst (1847–1926), deutscher Musikverleger
- Eulenburg, Felix (1881–1910), deutscher Tier- und Genremaler
- Eulenburg, Franz (1867–1943), deutscher Nationalökonom und Soziologe
- Eulenburg, Friedrich Wend zu (1881–1963), deutscher Adliger, Landwirt und Großgrundbesitzer
- Eulenburg, Friedrich zu (1815–1881), preußischer Staatsmann
- Eulenburg, Fritz von (1874–1937), deutscher Rittergutsbesitzer und Politiker
- Eulenburg, Gottfried von (1598–1660), preußischer Staatsmann
- Eulenburg, Gottfried von und zu (1676–1742), preußischer Staatsmann
- Eulenburg, Heilwig (1939–1975), deutsche Schriftstellerin
- Eulenburg, Jonas Casimir von (1614–1667), preußischer Generalmajor, geheimer Kriegsrat und Landrat
- Eulenburg, Jonas zu (1901–1945), deutscher Offizier
- Eulenburg, Karl Botho zu (1843–1919), preußischer General der Kavallerie
- Eulenburg, Karl zu (1885–1975), deutscher Schriftsteller
- Eulenburg, Kurt (1879–1982), deutscher Musikverleger
- Eulenburg, Michael Moritz (1811–1887), deutscher Orthopäde
- Eulenburg, Philipp zu (1847–1921), deutscher DiplomatPhilipp zu Eulenburg (1847–1921)

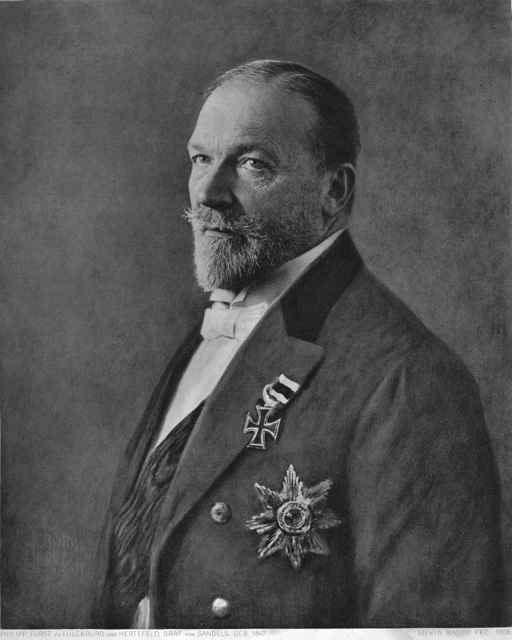
Philipp zu Eulenburg (1847–1921)

- Eulenburg, Richard zu (1838–1909), preußischer Gutsbesitzer und Politiker
- Eulenburg, Soscha zu (* 1944), deutsche Funktionärin des Deutschen Roten Kreuzes
- Eulenburg, Wilhelm zu (1778–1865), preußischer Generalmajor
- Eulenburg-Wicken, Siegfried zu (1870–1961), deutscher Oberst, Freikorpsführer und Gutsherr
- Eulenstein, Anton von (1772–1821), österreichischer Komponist, Violinist und Beamter
- Eulenstein, Bernhard, sozialreformerischer Autor
- Eulenstein, Carl (1802–1890), deutscher Maultrommel-Virtuose
- Eulenstein, Karl (1892–1981), deutscher Maler
- Euler, Adam (1919–1971), deutscher Politiker (FDP), MdL
- Euler, Alexander (1929–2012), Schweizer Politiker (SP)
- Euler, Andreas (* 1966), deutscher Theater- und Filmschauspieler
- Euler, August (1868–1957), deutscher Ingenieur, Unternehmer und FlugpionierAugust Euler (1868–1957)

August Euler (1868–1957)

- Euler, August Hanns Leonhard (* 1940), deutscher Entwicklungsingenieur
- Euler, August-Martin (1908–1966), deutscher Politiker (FDP, FVP, DP), MdL, MdB
- Euler, Balthasar Conrad (1791–1874), deutscher Orgelbauer
- Euler, Carl Hieronymus (1834–1901), schweizerisch-brasilianischer Vogelsammler und Ornithologe
- Euler, Carl Philipp (1828–1901), deutscher Turnpädagoge und Schriftsteller
- Euler, Christoph (1743–1808), preußischer und russischer Offizier
- Euler, Dieter (* 1952), deutscher Wirtschaftspädagoge
- Euler, Eduard (1867–1931), deutscher Maler und Lithograf
- Euler, Ellen (* 1977), deutsche Juristin
- Euler, Ferdinand (1862–1925), deutscher evangelischer Theologe und Abgeordneter
- Euler, Franz (1804–1873), deutscher Gastronom und Bürgermeister der Stadt Worms
- Euler, Frederike (* 1989), deutsche Schauspielerin
- Euler, Friedrich (1823–1891), deutscher Ingenieur
- Euler, Friedrich Wilhelm (1827–1893), deutscher Orgelbauer
- Euler, Friedrich Wilhelm (1908–1995), deutscher Archivar und antisemitischer Genealoge
- Euler, Georg (1905–1998), deutscher Fußballspieler
- Euler, Golo (* 1982), deutscher SchauspielerGolo Euler (* 1982)

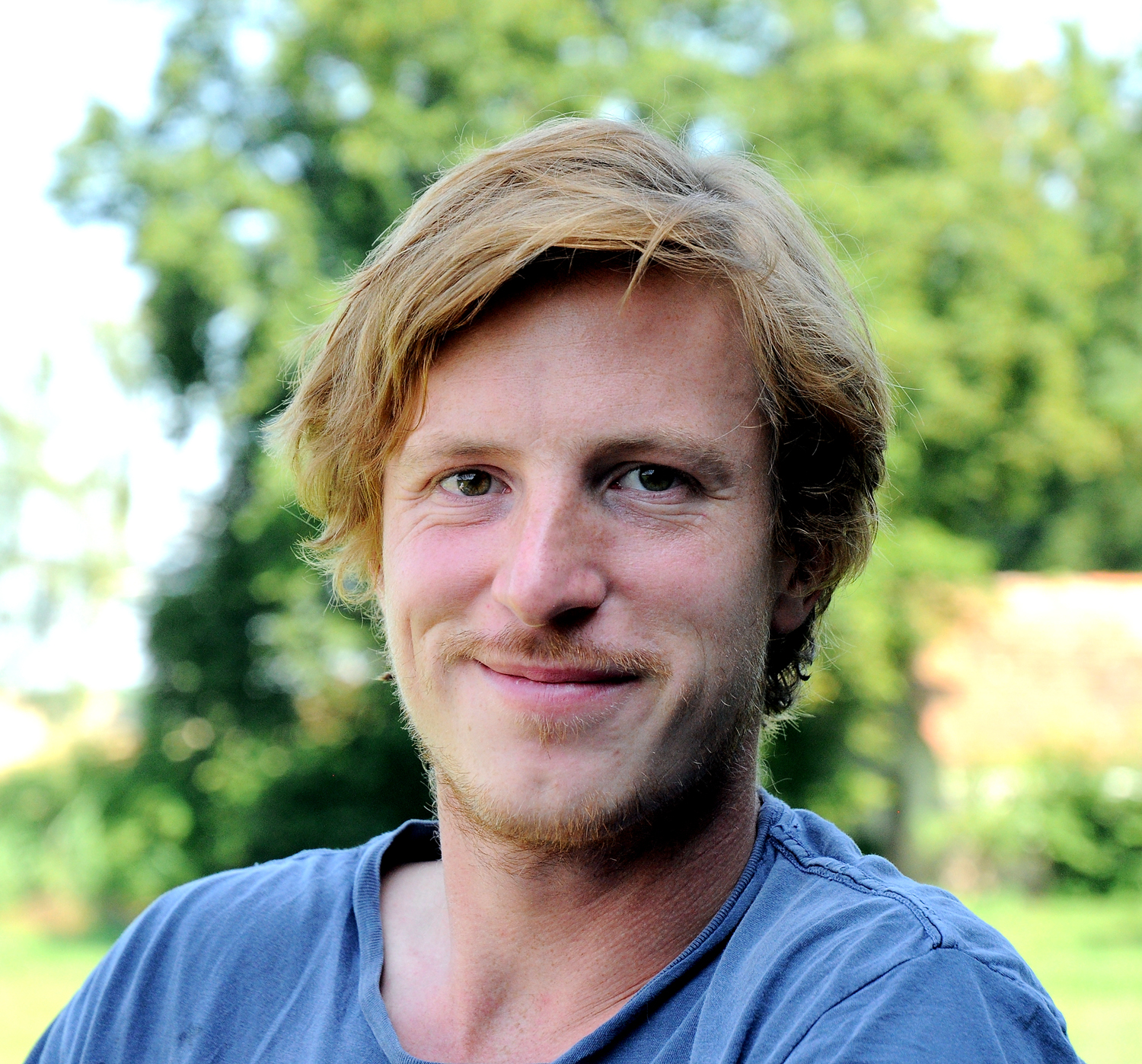
Golo Euler (* 1982)

- Euler, Hanns Peter (* 1941), deutscher Soziologe
- Euler, Hans (1815–1887), deutscher Bürgermeister und Mitglied der kurhessischen Ständeversammlung
- Euler, Hans (1909–1941), deutscher PhysikerHans Euler (1909–1941)

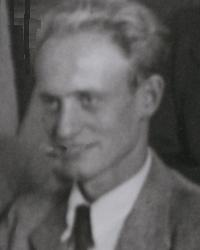
Hans Euler (1909–1941)

- Euler, Harald (1943–2025), deutscher Psychologe und Hochschullehrer
- Euler, Heinrich Ludwig (1837–1906), deutscher Orgelbauer
- Euler, Helmuth (1933–2020), deutscher Sachbuchautor, Fotograf und Filmemacher
- Euler, Henry (1947–2018), deutscher Kinderbuchillustrator und Schriftsteller
- Euler, Hermann (1878–1961), deutscher Zahnmediziner
- Euler, Hermann (1900–1970), deutscher Maler
- Euler, Horst (1910–1980), deutscher Opernsänger (Bariton) und Gesangslehrer
- Euler, Ingeborg (1927–2005), deutsche Fernsehjournalistin
- Euler, Ingo (* 1971), deutscher Ruderer
- Euler, Jakob (1842–1917), deutscher Tischler und Politiker (Zentrum), MdR
- Euler, Jakob (1856–1931), Landtagsabgeordneter Waldeck
- Euler, Jana (* 1982), deutsche Künstlerin
- Euler, Johann Albrecht (1734–1800), Schweizer Astronom und Mathematiker
- Euler, Johann Georg (1815–1894), Schweizer Unternehmer und Regierungsrat
- Euler, Joseph (1804–1886), preußischer Notar und Politiker der demokratischen Bewegung
- Euler, Karl (1873–1960), deutscher Theologe und Oberkonsistorialrat
- Euler, Karl Friedrich (1909–1986), deutscher Theologe und Hochschullehrer
- Euler, Karl Lukas (1877–1928), deutscher Politiker, Abgeordneter des Provinziallandtages der Provinz Hessen-Nassau
- Euler, Leonhard (1707–1783), Schweizer Mathematiker und PhysikerLeonhard Euler (1707–1783)

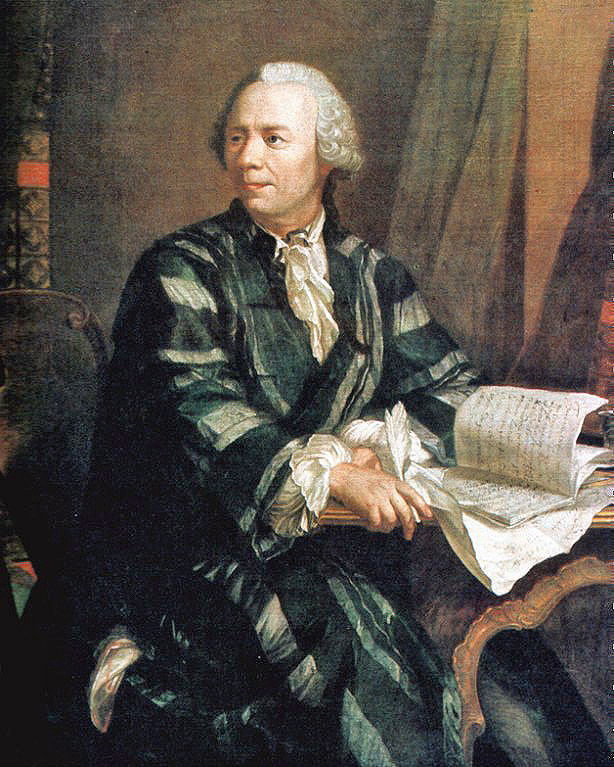
Leonhard Euler (1707–1783)

- Euler, Lucie (1877–1956), deutsche Schauspielerin
- Euler, Ludwig (1830–1908), deutscher Stadtbaumeister in Worms
- Euler, Otto (1835–1925), deutscher Rechtsanwalt, Notar und Stadtverordneter in Düsseldorf
- Euler, Peter (* 1953), deutscher Pädagoge und Hochschullehrer
- Euler, Rudolf (1875–1964), deutscher Kaufmann, Unternehmer, Kommanditist, Verwaltungsrats- und Vorstandsmitglied sowie Aufsichtsratsvorsitzender
- Euler, Ulf von (1905–1983), schwedischer Mediziner, Neurochemiker und Nobelpreisträger
- Euler, Walter Andreas (* 1962), deutscher römisch-katholischer Theologe
- Euler, Wilhelm (1847–1934), deutscher Unternehmer (Papierfabrikant) und Landtagsabgeordneter im Großherzogtum Hessen
- Euler, William Daum (1875–1961), kanadischer Politiker
- Euler, Wolfram (* 1950), deutscher Sprachwissenschaftler und Indogermanist
- Euler-Chelpin, Hans von (1873–1964), deutsch-schwedischer Chemiker, Nobelpreisträger 1929
- Euler-Chelpin, Rigas von (1837–1923), bayerischer Generalleutnant
- Euler-Rolle, Bernd (* 1957), österreichischer Kunsthistoriker und Denkmalpfleger
- Euler-Rolle, Matthias (* 1977), österreichischer Radiomoderator und MedienunternehmerMatthias Euler-Rolle (* 1977)

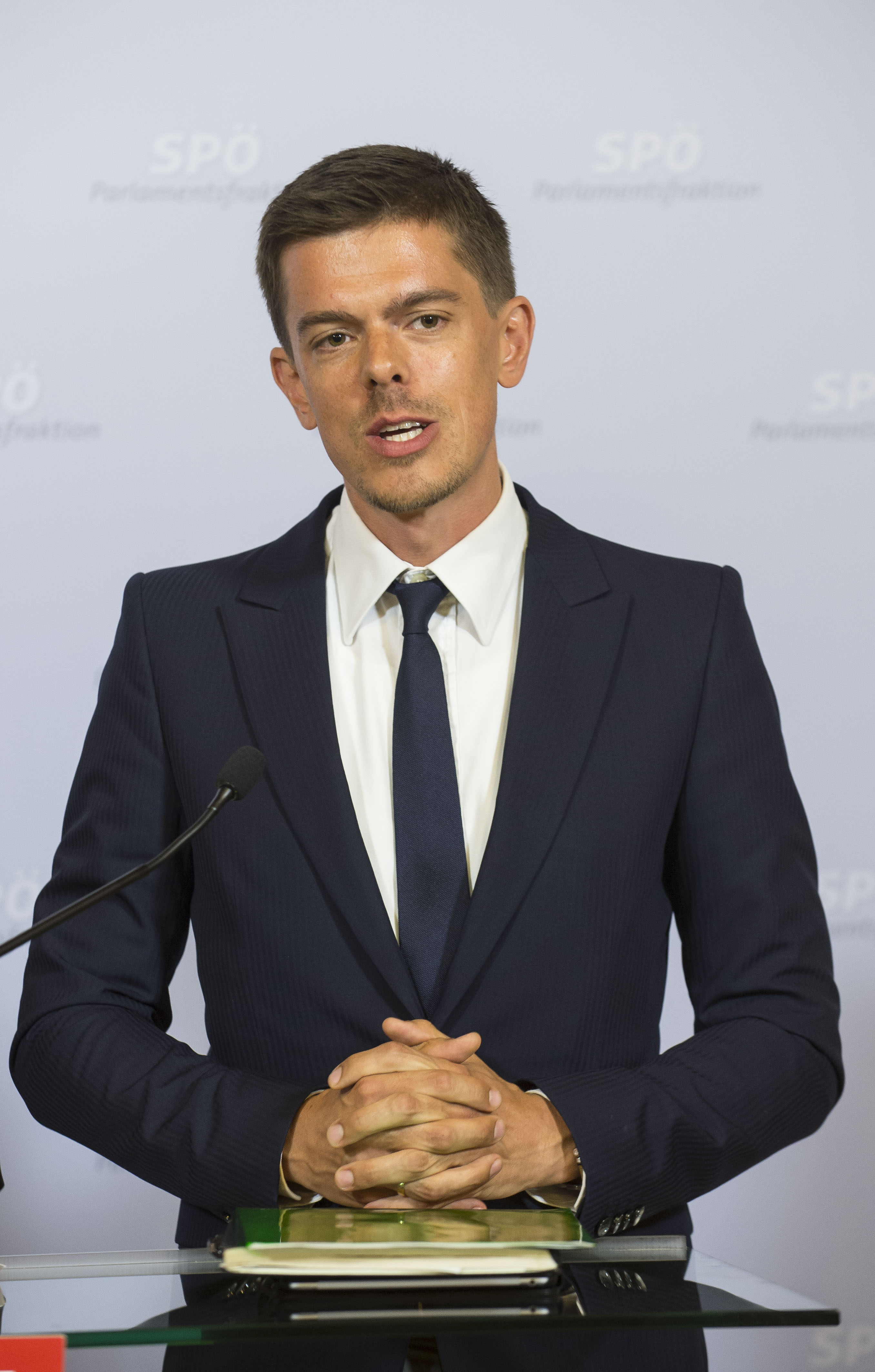
Matthias Euler-Rolle (* 1977)

- Euler-Schmidt, Michael (* 1953), deutscher Kunsthistoriker und Brauchtumsforscher
- Eulerich, Marc (* 1981), deutscher Ökonom und Professor für Betriebswirtschaftslehre (BWL)
- Eulert, Arthur (1890–1946), deutscher Architekt, Maler und Radierer
- Euling, Annina (* 1991), deutsch-schweizerische Schauspielerin
- Euling, Karl (1878–1939), deutscher Ingenieur
- Eulitz, Adolf (1823–1899), deutscher Politiker, MdL (Königreich Sachsen)
- Eulitz, Hans von (1866–1945), sächsischer Generalmajor
- Eulitz, Wolf-Dietrich (* 1942), deutscher Violinist und Musikmediziner
- Euller, Eduard (1874–1935), österreichischer Politiker, Landtagsabgeordneter, Linzer Bürgermeister, Mitglied des Bundesrates
- Eulmaš-šākin-šumi, babylonischer König
- Eulner, Frank E. (* 1963), US-amerikanischer Tontechniker
- Eulner, Theodor Christian (1765–1801), deutscher Arzt
- Eulogio, Sheyla (* 1998), peruanische Langstreckenläuferin
- Eulogios, christlicher Mönch in Ägypten
- Eulogius von Córdoba († 859), mozarabischer Schriftsteller, Märtyrer und Heiliger
- Eulogius, Favonius, Schüler des Augustinus

### Eum
- Eum, Hwa-yeong (* 1995), südkoreanische Squashspielerin
- Eum, Hyun-seung (* 1984), südkoreanischer Eishockeytorwart
- Eumachia, antike römische Unternehmerin und Priesterin
- Eumachos, antiker griechischer Geschichtsschreiber
- Eumann, Marc Jan (* 1966), deutscher Politiker (SPD), MdLMarc Jan Eumann (* 1966)

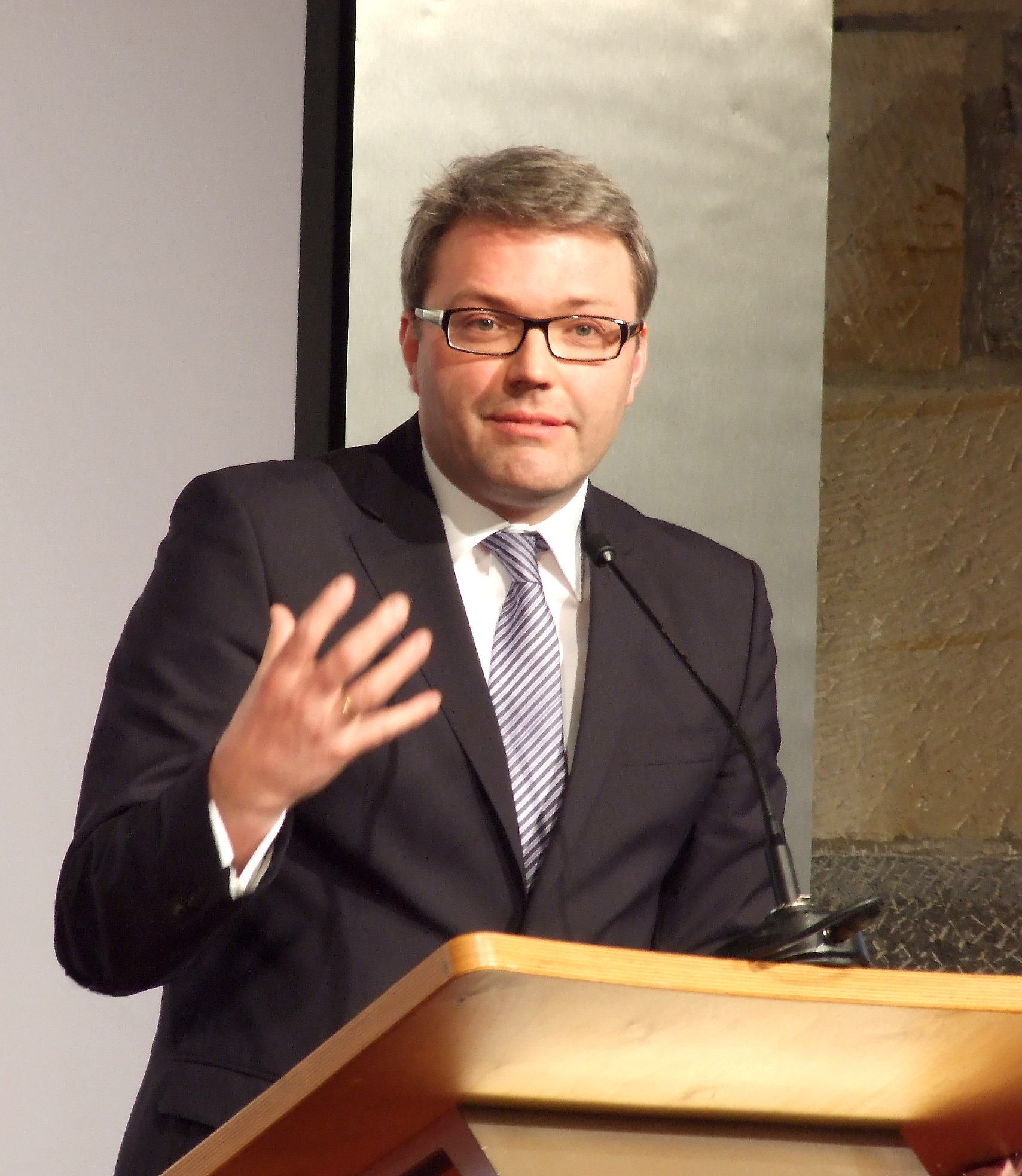
Marc Jan Eumann (* 1966)

- Eumares, griechischer Maler der Antike
- Eumelos, griechischer Maler
- Eumelos von Korinth, griechischer Epiker
- Eumenes I. († 241 v. Chr.), Herrscher von Pergamon
- Eumenes II. († 158 v. Chr.), König von Pergamon
- Eumenes von Alexandria († 141), Bischof von Alexandria
- Eumenes von Kardia († 316 v. Chr.), Sekretär Philipps II. von Makedonien und seines Sohnes Alexander
- Eumenius, spätantiker gallischer Rhetor

### Eun
- Eun, Hee-kyung (* 1959), südkoreanische Schriftstellerin
- Eun, Me Ahn (* 1963), südkoreanische Tänzerin und Choreografin
- Eunapios von Sardes, spätantiker Philosoph, Geschichtsschreiber und Rhetoriklehrer
- Eunice, Christin in Lystra, Mutter des Timotheus
- Eunicke, Friedrich (1764–1844), deutscher Opernsänger (Tenor)
- Eunicke, Johanna (1798–1856), deutsche Opernsängerin (Sopran) sowie Konzert- und Oratoriensängerin
- Eunicke, Katharina (1804–1842), deutsche Opern- und Konzertsängerin
- Eunicke, Therese (1774–1849), deutsche Schauspielerin und Opernsängerin (Sopran)
- Eunike, Fritz (1831–1892), deutscher Offizier und Ehrenbürger Wittenbergs
- Eunique (* 1995), deutsche RapperinEunique (* 1995)
- Eunoë, mauretanische Königin
- Eunomius, arianischer Theologe

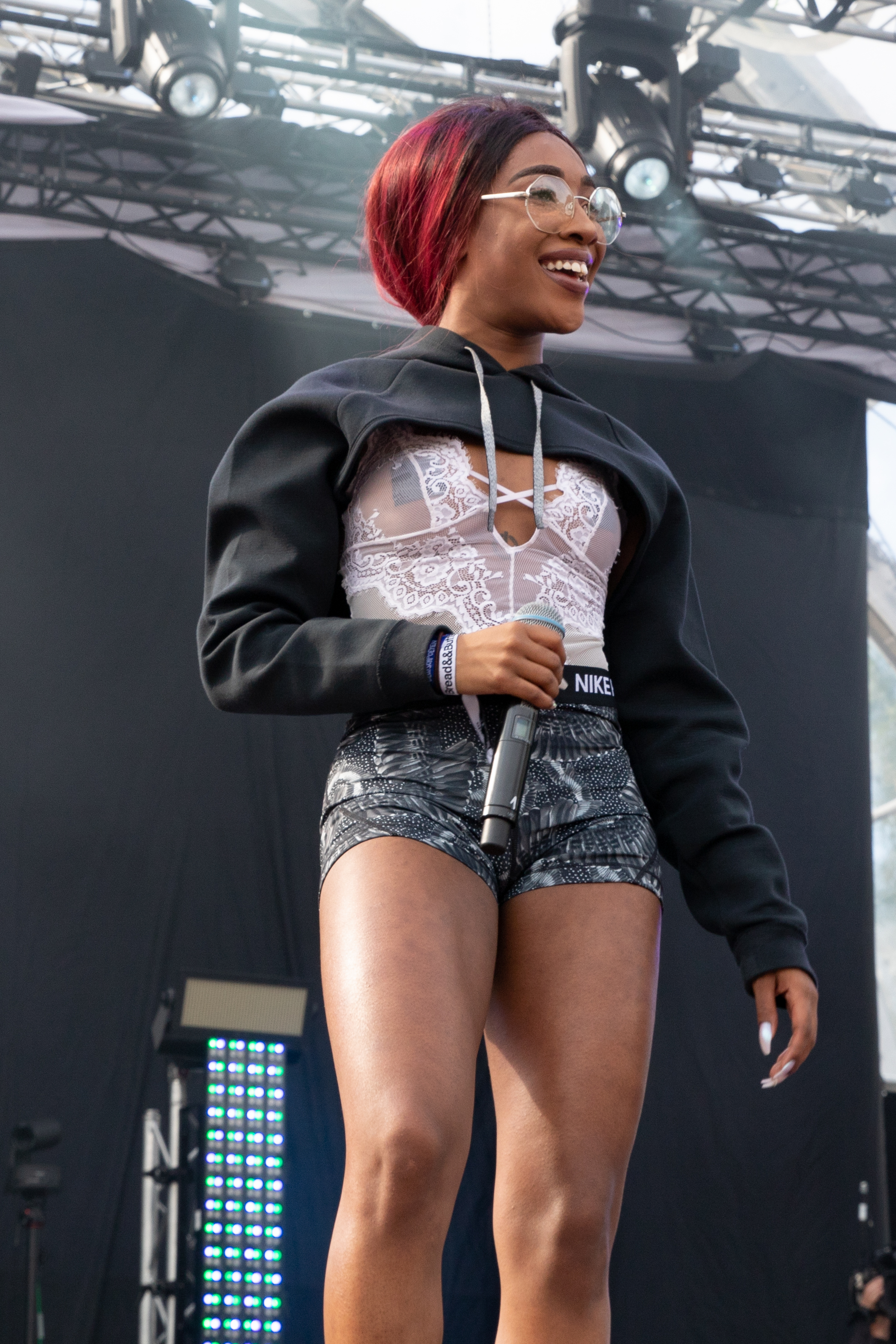
Eunique (* 1995)

- Eunos, Naqiuddin (* 1997), singapurischer Fußballspieler
- Eunostos, Stadtkönig von Soloi auf Zypern
- Eunson, James (* 1990), neuseeländischer Badmintonspieler
- Eunuch der Kandake, Würdenträger der nubischen Königin KandakeEunuch der Kandake

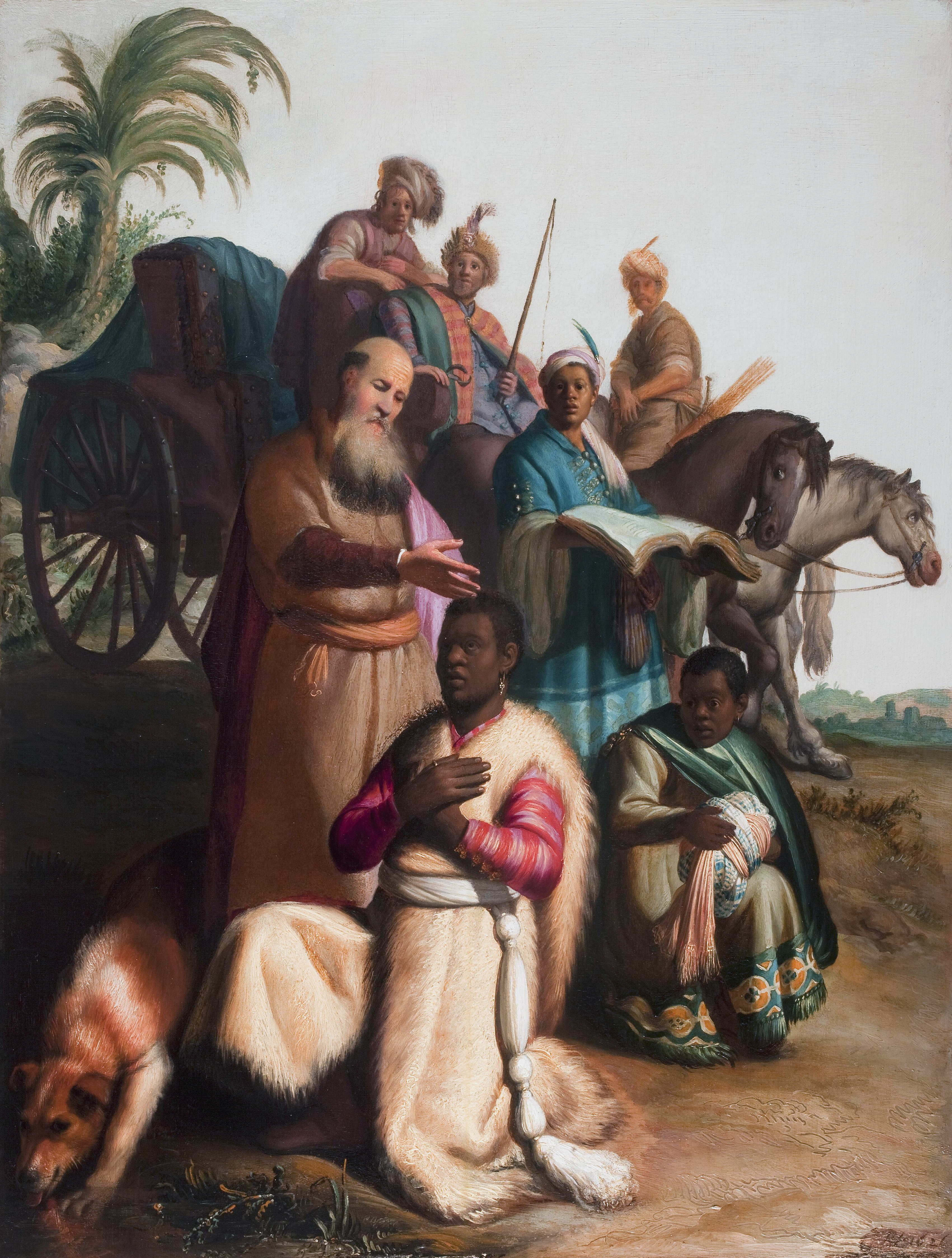
Eunuch der Kandake

- Eunus († 132 v. Chr.), Anführer des ersten sizilischen Sklavenaufstandes

### Euo
- Euodius von Antiochien, Heiliger der christlichen Kirche und einer der ersten identifizierbaren Christen
- Euodos, griechischer Epigrammdichter und Autor
- Euodus, römischer Freigelassener
- Euodus, Erzieher des römischen Kaisers Caracalla

### Eup
- Eupalinos, griechischer Wissenschaftler
- Eupen, Marit van (* 1969), niederländische Ruderin
- Euphaes, messenischer König
- Euphamos, antiker griechischer Töpfer
- Euphemia, Herzog von Masowien
- Euphemia, Märtyrerin und Heilige
- Euphemia, Frau des römischen Kaisers Justin I.
- Euphemia († 1308), Herzog von Masowien
- Euphemia († 1374), Herzog von Masowien
- Euphemia de Ross († 1389), Königin von Schottland
- Euphemia III. von Masowien, Herzog von Masowien
- Euphemia Leslie, 8. Countess of Ross, schottische Adlige
- Euphemia von Chalkedon, christliche Jungfrau und MärtyrinEuphemia von Chalkedon

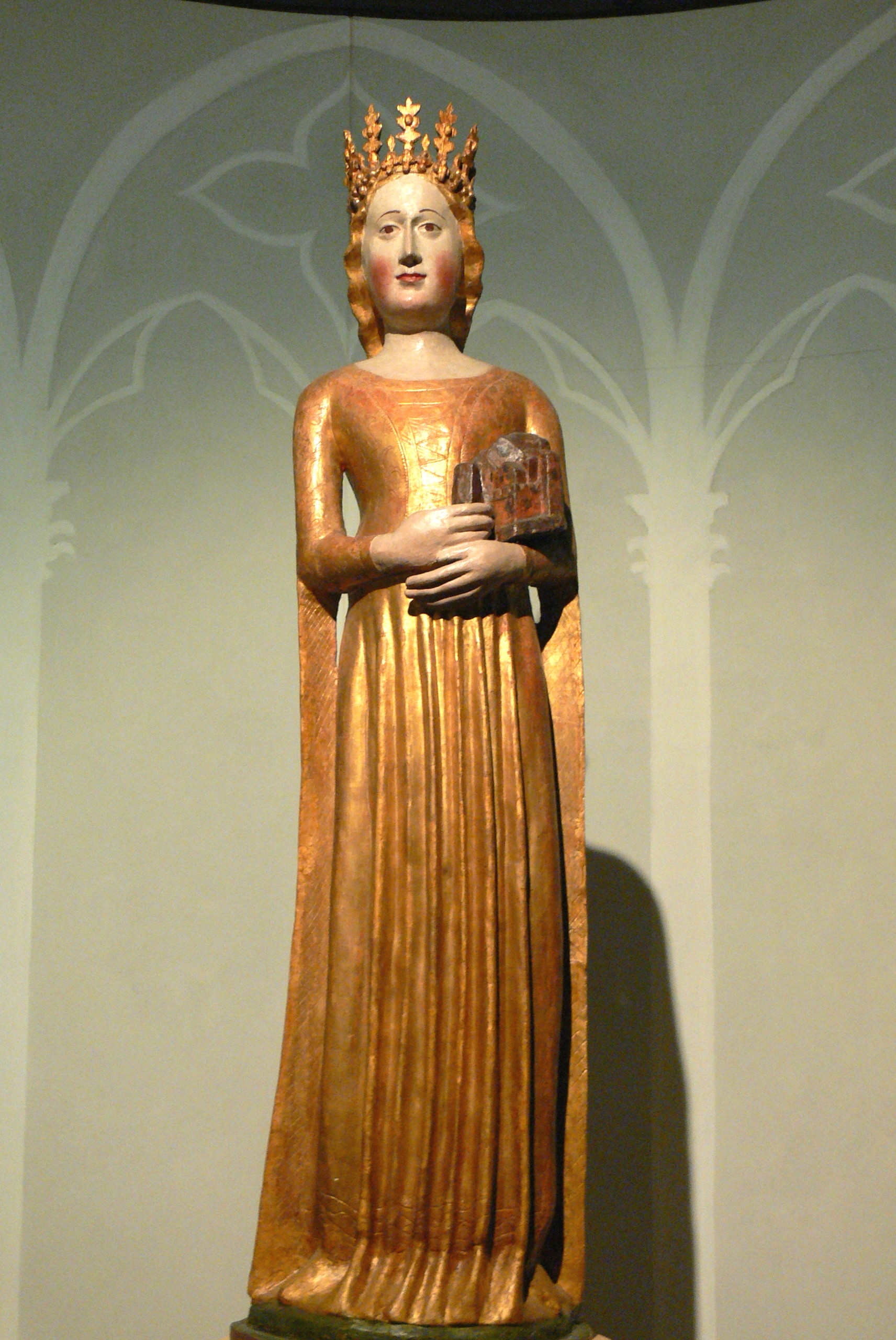
Euphemia von Chalkedon

- Euphemia von Kiew († 1139), Königin von Ungarn
- Euphemia von Oels († 1444), Herzogin von Oels; Ehefrau des Kurfürsten Albrecht IV. von Sachsen-Wittenberg
- Euphemia von Ratibor († 1359), Herzogin von Ratibor und Dominikanerin
- Euphemia von Rügen († 1312), durch Heirat Königin von Norwegen
- Euphemia von Ungarn († 1111), Herzogin von Mähren
- Euphemia, 6. Countess of Ross (* 1345), schottische Adelige
- Euphemia, Aelia Marcia, Tochter des römischen Kaisers Markian
- Euphemios († 515), Patriarch von Konstantinopel
- Euphemios († 827), byzantinischer Rebell auf Sizilien
- Euphiletos, attisch-schwarzfiguriger Vasenmaler
- Euphiletos-Maler, attisch-schwarzfiguriger Vasenmaler
- Euphorbus, griechischer Arzt
- Euphorion, Sohn des Aischylos, Tragödiendichter
- Euphorion († 225 v. Chr.), antiker griechischer Dichter und Schriftsteller
- Euphra…n, griechischer Vasenmaler
- Euphranor, griechischer Bildhauer und Maler
- Euphranor († 47 v. Chr.), rhodischer Admiral
- Euphrasén, Bengt Anders (1756–1796), schwedischer Naturforscher
- Euphrasia vom Heiligsten Herzen Jesu (1877–1952), indische Ordensschwester, später Karmelitin und Heilige
- Euphrasius von Illiturgum, spanischer Bischof
- Euphrasius von Poreč († 560), christlicher Heiliger und Bischof von Poreč
- Euphrates, Bischof von Köln
- Euphronios, griechischer Komödiendichter
- Euphronios, Lehrer der Kinder von Kleopatra VII. und Marcus Antonius
- Euphronios, griechischer Vasenmaler und Töpfer
- Euphronius von Autun, Bischof von Autun
- Euphronius von Tours († 573), Bischof von Tours
- Euphrosina von Kiew (1130–1186), Königin von Ungarn
- Euphrosine († 1292), polnische Prinzessin und kujawische Fürstin
- Euphrosyna († 1327), Herzog von Masowien
- Euphrosyne († 1211), byzantinische Kaiserin
- Euphrosyne von Polazk († 1173), Schutzheilige der Belarussen
- Eupolemos, antiker griechischsprachiger, jüdisch-hellenistischer Geschichtsschreiber
- Eupolemos, griechischer Architekt
- Eupolis, griechischer Komödiendichter
- Eupompos, griechischer Maler der Antike, Begründer der Malerschule von Sikyon
- Euporos, antiker griechischer Goldschmied
- Euprepius, legendärer erster Bischof von Verona

### Eur
- Euranie, Annabelle (* 1982), französische Judoka
- Eure, John, englischer Ritter und Rebell
- Eurelius, Anna-Karin (* 1942), schwedische Schriftstellerin
- Eurén, Johan (* 1985), schwedischer Ringer
- Eurich († 484), König der Westgoten
- Eurich, Claus (* 1950), deutscher Journalist, Kommunikationswissenschaftler und Hochschullehrer
- Eurich, Johannes (* 1962), deutscher Theologe
- Eurico (* 1994), brasilianischer Fußballspieler
- Eurielle (* 1987), englische Sängerin, Songwriterin, Aufnahmekünstlerin, darstellende Künstlerin und Plattenproduzentin
- Euringer, Richard (1891–1953), deutscher nationalsozialistischer Schriftsteller
- Euringer, Sebastian (1865–1943), deutscher Theologe und Orientalist
- Euripides († 406 v. Chr.), klassischer griechischer DichterEuripides († 406 v. Chr.)

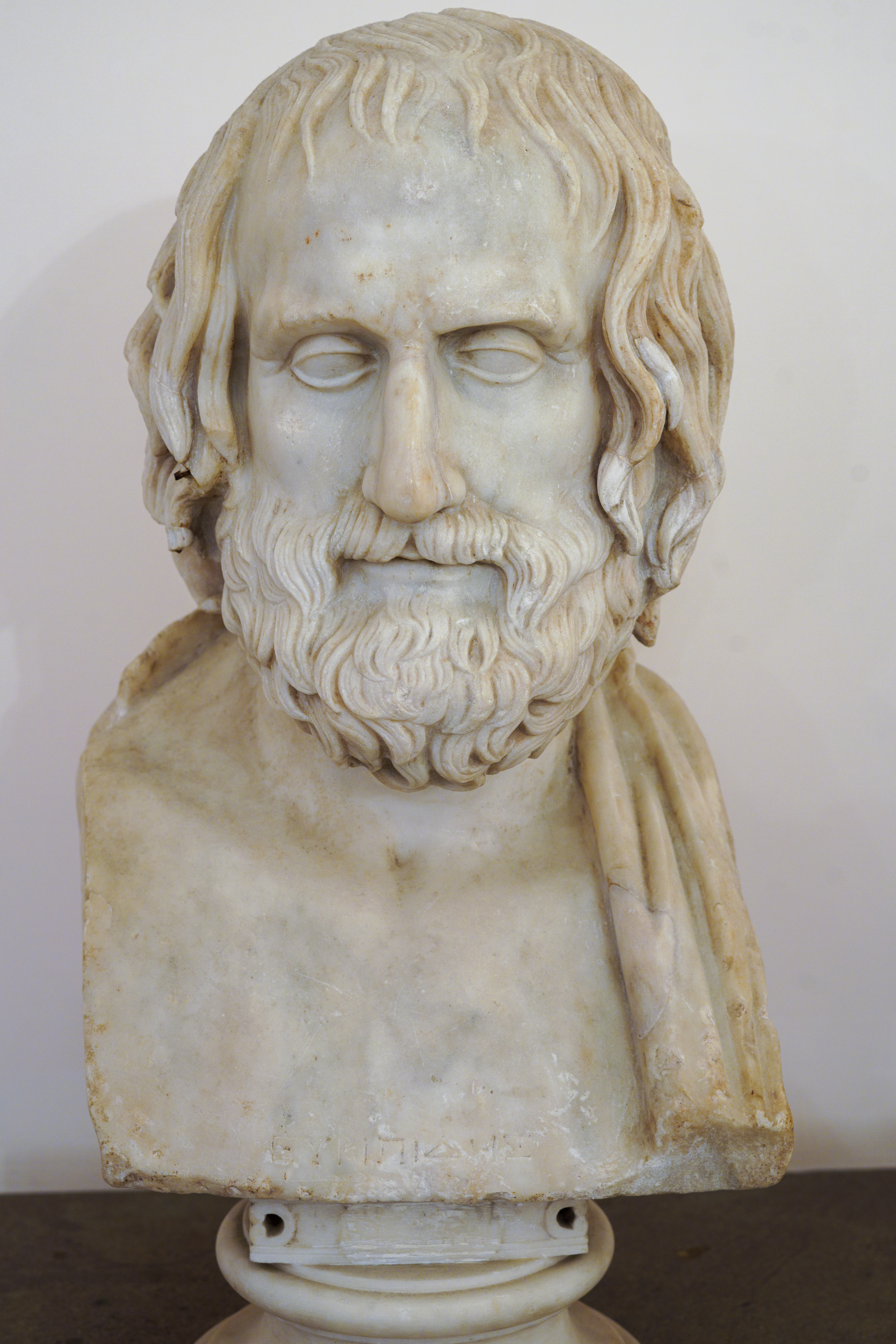
Euripides († 406 v. Chr.)

- Eurlings, Camiel (* 1973), niederländischer Politiker (CDA), MdEP, Verkehrsminister
- Eurlings, Hannah (* 2003), belgische Fußballspielerin
- Eurnekian, Eduardo (* 1932), argentinisch-armenischer UnternehmerEduardo Eurnekian (* 1932)

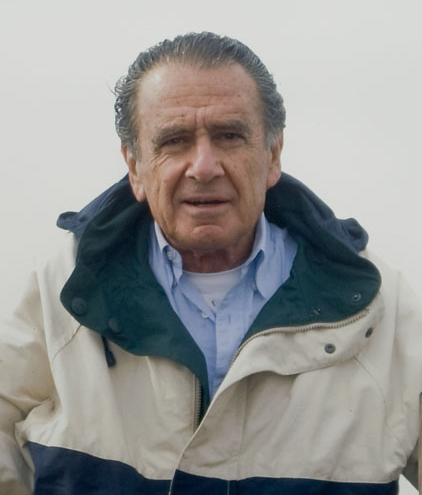
Eduardo Eurnekian (* 1932)

- Euro (* 1992), US-amerikanischer Rapper
- Europaeus, Jari (* 1962), finnischer Fußballtrainer und -spieler
- Europe, James Reese (1881–1919), amerikanischer Bandleader und Komponist des Ragtime und frühen Jazz
- Eurosia von Jaca, Heilige und Märtyrin
- Euroza, Leticia (1888–1933), mexikanische Komponistin
- Euryanax, spartanischer Feldherr
- Eurybiades, spartanischer Flottenbefehlshaber
- Eurydamidas, König von Sparta
- Eurydike, ägyptische Königin
- Eurydike, Gattin des Makedonenkönigs Antipater I.
- Eurydike, Gattin des Makedonenkönigs Philipp II.
- Eurydike, Gattin des Ophellas von Kyrene, dann des Demetrios Poliorketes
- Eurydike, Gattin des Makedonenkönigs Amyntas III.
- Eurydike († 317 v. Chr.), Tochter von Amyntas IV., Ehefrau von Philipp III. Arrhidaios
- Eurykles von Athen, griechischer Bauchredner
- Eurykles von Sparta, Machthaber von Sparta
- Eurykratidas, König von Sparta
- Euryleonis, Olympiasiegerin bei den Olympischen Spielen
- Eurylochos († 426 v. Chr.), spartanischer Feldherr
- Eurylochos, Feldherr Antiochos’ III.
- Eurylochos, Feldherr Ptolemaios’ IV.
- Eurymedon († 413 v. Chr.), athenischer Feldherr
- Eurymedon von Myrrhinous, Schwager Platons, Vater des Speusippos
- Eurysthenes, Herrscher von Pergamon und Umgebung
- Eurytos, griechischer Philosoph (Pythagoreer)

### Eus
- Euscher, Bernd (* 1957), deutscher Filmeditor
- Eusebi, Renzo (* 1946), italienischer Maler und Bildhauer
- Eusebia († 360), römische Kaiserin
- Eusebia, Heilige und Äbtissin
- Eusébio (1942–2014), portugiesischer FußballspielerEusébio (1942–2014)

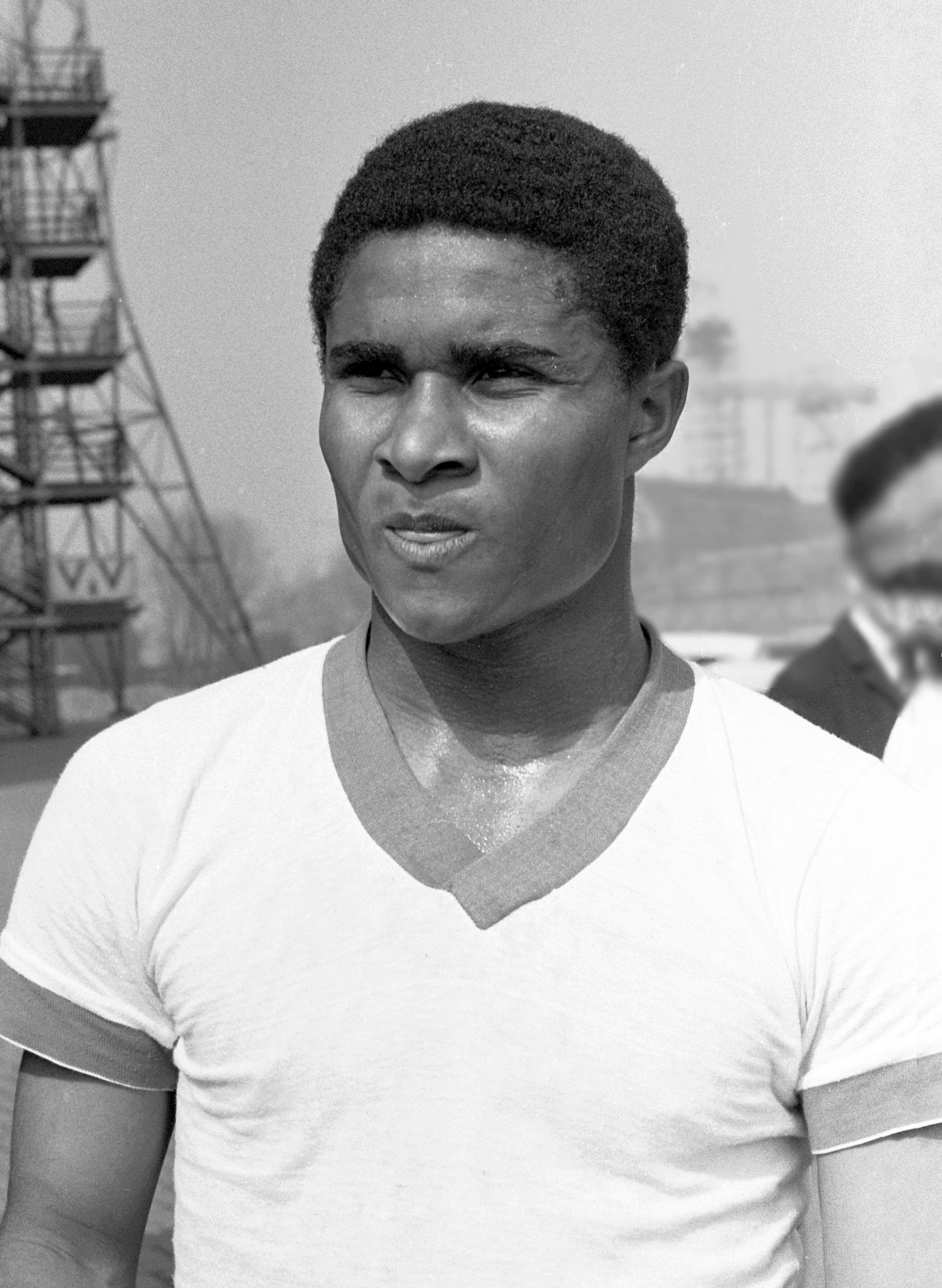
Eusébio (1942–2014)

- Eusebio da San Giorgio, Maler in Perugia
- Eusebios, römischer Geschichtsschreiber
- Eusebios, spätantiker Sophist
- Eusebios der Syrer, asketischer Mönch und Einsiedler
- Eusebios Scholastikos, griechischer Rechtsgelehrter und Autor
- Eusebios von Emesa, Bischof von Emesa, Theologe
- Eusebios von Myndos, spätantiker Philosoph (Neuplatoniker)
- Eusebius, spätantiker römischer Politiker; Konsul (489 und 493)
- Eusebius, Märtyrer und Heiliger
- Eusebius, Bischof von Rom im Jahr 309 oder 310
- Eusebius, römischer Heermeister und Konsul 347
- Eusebius († 361), spätrömischer Beamter und Eunuch
- Eusebius († 409), spätantiker römischer Oberkämmerer
- Eusebius, spätantiker, römischer Beamter; Konsul 359
- Eusebius von Caesarea, Kirchenvater, KirchengeschichtsschreiberEusebius von Caesarea

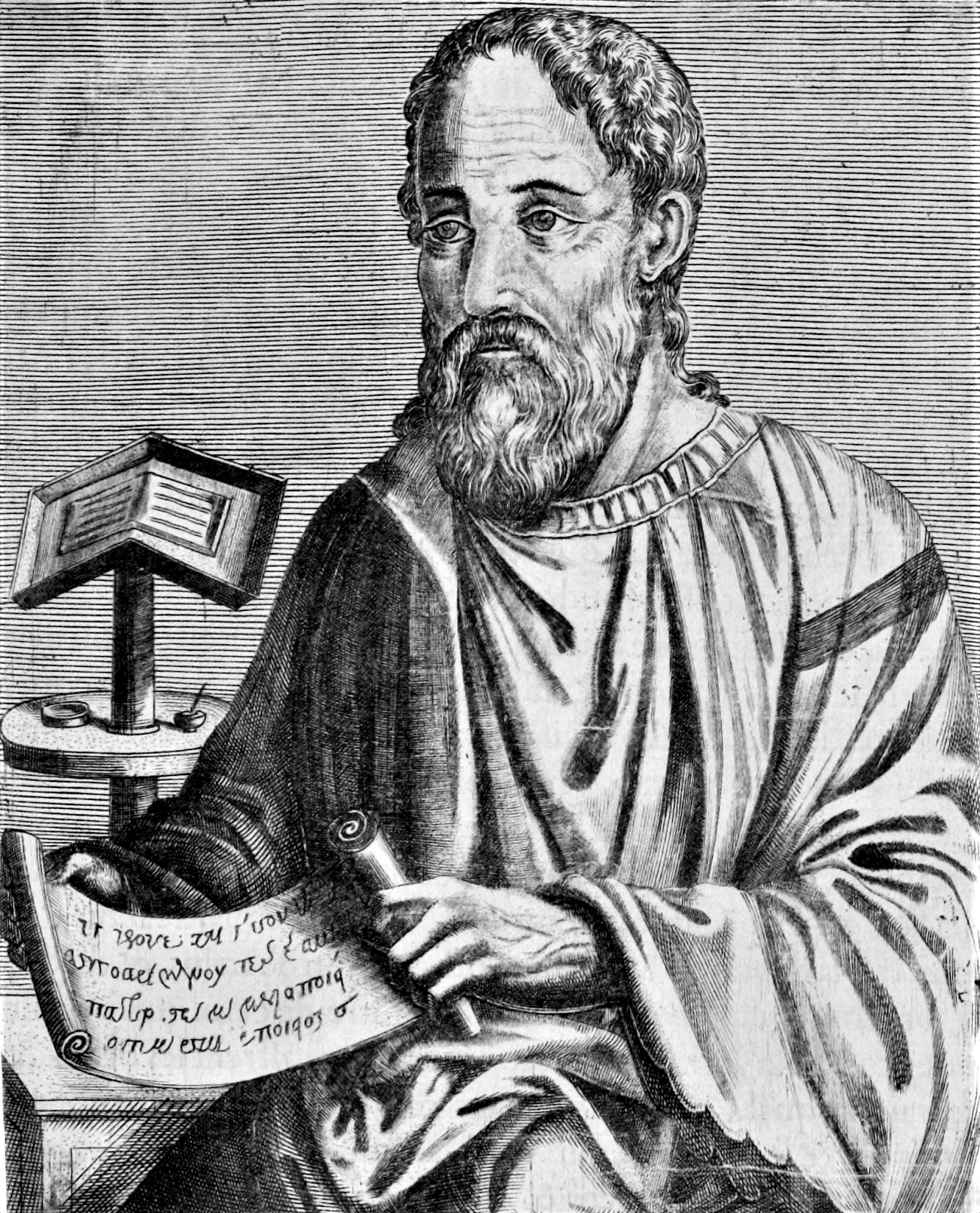
Eusebius von Caesarea

- Eusebius von Cremona, Mitbruder und Vertrauter des Hieronymus
- Eusebius von Nantes, spätantiker Geschichtsschreiber
- Eusebius von Nikomedia († 341), Bischof von Nikomedia und Patriarch von Konstantinopel
- Eusebius von Rankweil († 884), Benediktinermönch, Eremit
- Eusebius von Vercelli († 371), Bischof von Vercelli (ab 340)
- Eusemann, Stephan (1924–2005), deutscher Textilkünstler, Designer und Hochschullehrer
- Eusepi, Cecilia (1910–1928), italienische Selige der römisch-katholischen Kirche
- Euser, Cor (* 1957), niederländischer Auto- und Motorradrennfahrer
- Euser, Lucas (* 1983), US-amerikanischer Radrennfahrer
- Eustacchio, Johann (1869–1909), österreichischer Architekt
- Eustacchio, Mario (* 1964), österreichischer Politiker (FPÖ) und Stadtrat in Graz
- Eustace († 1215), Kanzler und Siegelbewahrer von England, Bischof von Ely
- Eustace de Vesci († 1216), anglonormannischer Adliger und Rebell
- Eustace FitzJohn († 1157), anglonormannischer Adliger
- Eustace, Alan (* 1957), US-amerikanischer ManagerAlan Eustace (* 1957)

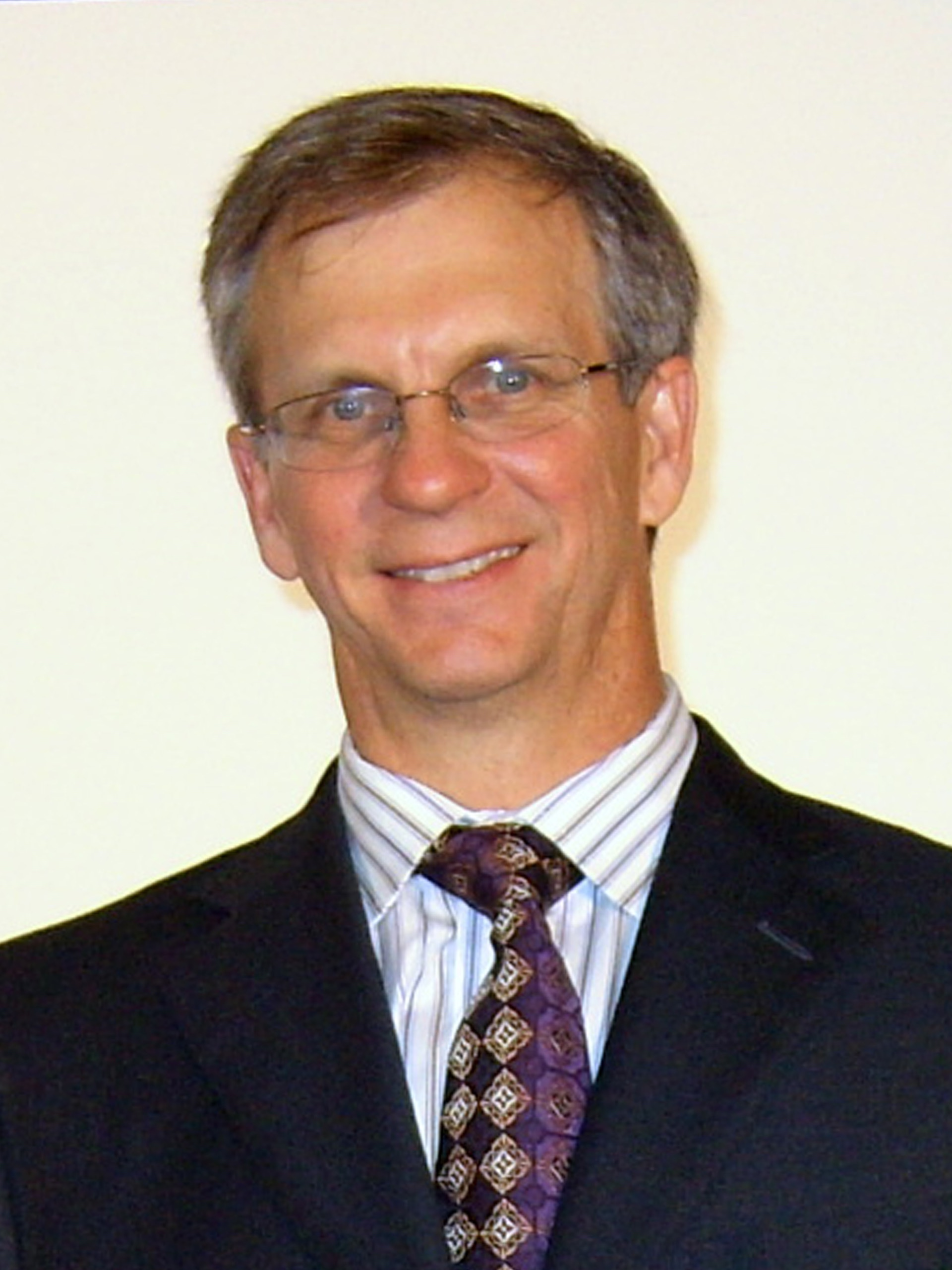
Alan Eustace (* 1957)

- Eustace, Arnhim Ulric (* 1944), vincentischer Premierminister von St. Vincent und die Grenadinen
- Eustace, Bartholomew Joseph (1887–1956), US-amerikanischer Geistlicher, Bischof von Camden
- Eustace, Joseph Lambert (1908–1996), vincentischer Generalgouverneur von St. Vincent und die Grenadinen
- Eustace, Katharine (* 1975), neuseeländische Skeletonsportlerin
- Eustace, Robert (1854–1943), britischer Arzt und Autor von Kriminalromanen
- Eustach I. (1010–1049), Graf von Boulogne
- Eustach I. Garnier († 1123), Herr von Sidon und Caesarea, Konstabler von Jerusalem
- Eustach II., Graf von Boulogne
- Eustach III., Graf von Boulogne (1088–1125); Graf von Lens (1088–1125)
- Eustach IV. († 1153), Herzog der Normandie; Graf von Boulogne
- Eustach von Flandern († 1216), Regent des Königreichs Thessaloniki
- Eustache de Saint Pierre, Bürger von Calais, der sich während des Hundertjährigen Kriegs freiwillig als Geisel zur Verfügung stellte; Kunstmotiv
- Eustache le Moine († 1217), nordfranzösischer Pirat und Söldner
- Eustache Vilaire, Michel (* 1945), venezolanischer Chorleiter, Musikpädagoge und Komponist
- Eustache, Jean (1938–1981), französischer Filmregisseur und Filmeditor
- Eustachi, Bartolomeo († 1574), italienischer Arzt und Mitbegründer der Wissenschaft von der Anatomie
- Eustachius, Märtyrer und NothelferEustachius

Eustachius

- Eustachius II. von Harras († 1658), Erb- und Gerichtsherr von Oßmannstedt
- Eustachy, Larry (* 1955), US-amerikanischer Basketballtrainer
- Eustadiola (594–684), fränkische Äbtissin und Heilige
- Eustadius von Mesmont, Benediktiner und erster Abt des Klosters Saint-Bénigne
- Eustáquio, Stephen (* 1996), kanadischer Fußballspieler
- Eustasius († 629), Abt und Missionar
- Eustathios, spätantiker Philosoph (Neuplatoniker)
- Eustathios I. († 1025), Patriarch von Konstantinopel (1019–1025)
- Eustathios Makrembolites, byzantinischer Romanschriftsteller
- Eustathios Rhomaios, byzantinischer Richter
- Eustathios von Antiochia, Patriarch von Antiochien
- Eustathios von Epiphaneia, oströmischer Historiker
- Eustathios von Thessalonike, Gelehrter und Geistlicher
- Eustathius von Mzcheta, georgischer Heiliger und Märtyrer
- Eustathius von Sebaste, spätantiker Bischof
- Eustatievici, Dimitrie (1730–1795), rumänischer Theologe, Pädagoge, Rumänist und Grammatiker
- Eusterschulte, Anne (* 1964), deutsche Hochschullehrerin, Professorin für Geschichte der Philosophie
- Eusthonus, Bischof von Sebaste
- Eustice, George (* 1971), britischer Politiker (Conservative Party), Mitglied des House of Commons und Minister
- Eustis, George (1828–1872), US-amerikanischer Politiker
- Eustis, James B. (1834–1899), US-amerikanischer Politiker
- Eustis, William (1753–1825), US-amerikanischer Politiker
- Eustochium, Gründerin mehrerer Klöster und eines Hospizes in Bethlehem, geweihte Jungfrau der frühen Kirche und Heilige
- Eustorgue de Montaigu († 1249), lateinischer Erzbischof von Nikosia
- Eustratios Argenti, griechischer Theologe, Arzt und Gelehrter, Mitglied der Familie Argenti
- Eustratios Garidas, Patriarch von Konstantinopel (1081 bis 1084)

### Eut
- Eutactus, römischer Maler
- Eutelidas, griechischer Bildhauer
- Eutelidas, Olympionike der Olympischen Spiele der Antike
- Euteneuer, Andrea (* 1971), deutsche Fußballspielerin
- Euteneuer, Kurt († 1963), deutscher Turner
- Euteneuer, Wolfgang (* 1955), deutscher Fußballspieler
- Euteneuer-Rohrer, Ursula (* 1953), deutsche Komponistin, Musikpädagogin und Pianistin
- Euthalius, frühchristlicher Bibelkommentator, Diakon oder Bischof
- Euthamos, antiker griechischer Töpfer
- Eutharich, Westgote und Ehemann der Ostgotenkönigin Amalasuntha
- Euthias, antiker griechisch-attischer Komödiendichter
- Euthydemos, griechischer Philosoph
- Euthydemos, griechischer General
- Euthydemos I., König des griechisch-baktrischen Königreichs
- Euthydemos II., König des griechisch-baktrischen Königreichs
- Euthymedes, antiker griechischer Maler
- Euthymenes, griechischer Seefahrer
- Euthymenes, Olympionike der Olympischen Spiele der Antike
- Euthymides, griechischer Vasenmaler
- Euthymios I., orthodoxer Patriarch von Jerusalem
- Euthymios I. († 917), Patriarch von Konstantinopel
- Euthymios II. († 1223), griechischer Patriarch von Jerusalem
- Euthymios II. († 1416), Patriarch von Konstantinopel
- Euthymios von Sardes († 831), Bischof von Sardes und Heiliger
- Euthymios von Tarnowo, Patriarch der Bulgarisch-Orthodoxen Kirche
- Euthymios Zigabenos, byzantinischer Theologe und Mönch in Konstantinopel
- Euthymius der Georgier († 1028), Abt des georgischen Klosters Iviron und Übersetzer
- Euthymius II. († 1458), Erzbischof von Nowgorod und Pskow
- Euthymius von Melitene (377–473), Asket
- Euthymos von Lokroi, antiker Olympiasieger und Heros in Lokroi Epizephyrioi
- Euting, Julius (1839–1913), deutscher Orientalist und BibliothekarJulius Euting (1839–1913)

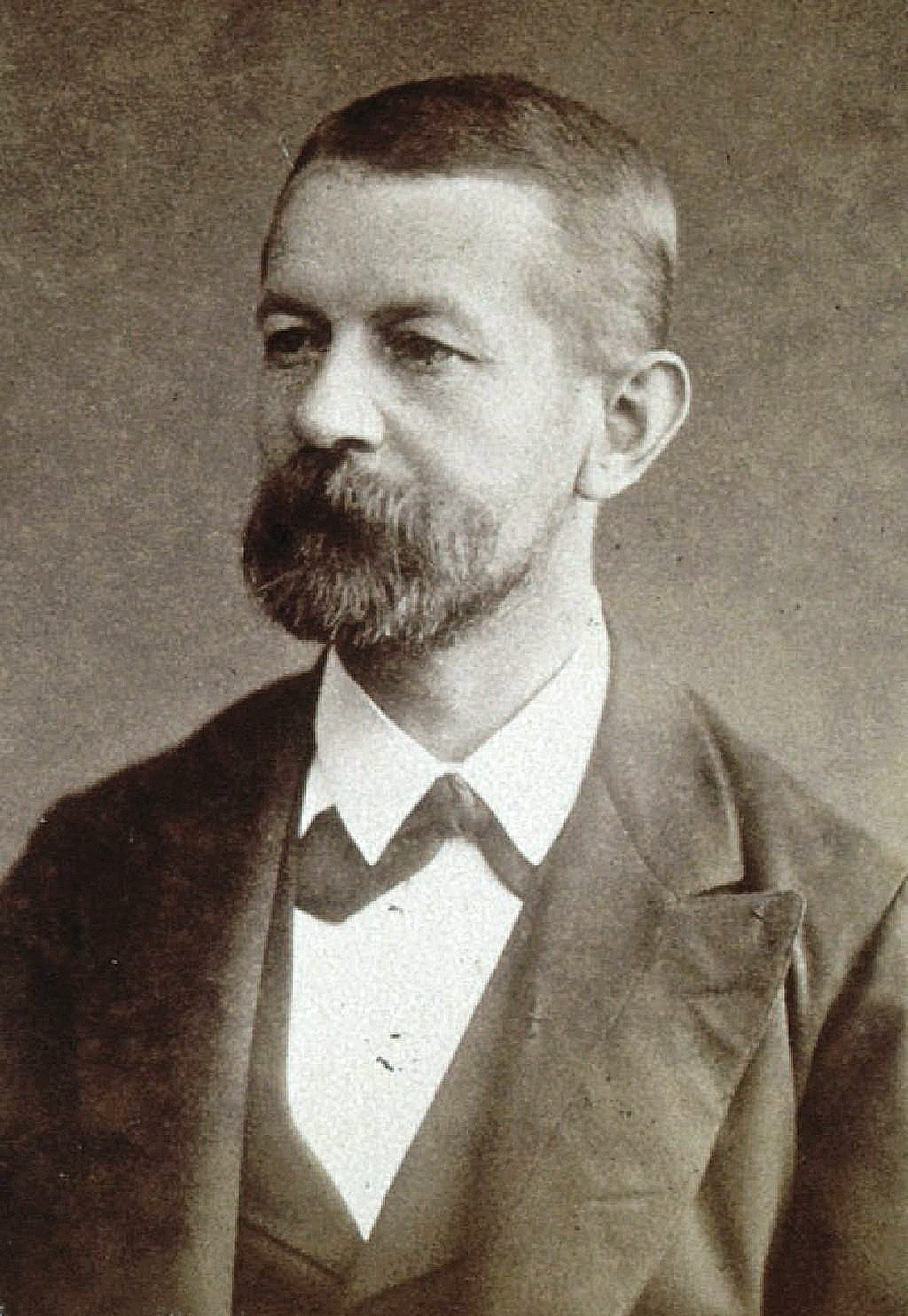
Julius Euting (1839–1913)

- Euting, Thomas (* 1952), deutscher Fernsehjournalist und Redakteur
- Eutokios, spätantiker griechischer Mathematiker und Philosoph (Neuplatoniker)
- Eutolmius Tatianus, Flavius, römischer Konsul 391, Prätorianerpräfekt und Jurist
- Eutropia, Ehefrau des römischen Kaisers Maximian
- Eutropia, römische Kaiserin
- Eutrópio, Vinícius (* 1966), brasilianischer Fußballtrainer
- Eutropios († 399), Politiker am Hof des oströmischen Kaisers Arcadius; Konsul 399
- Eutropius, spätantiker römischer Historiker und Beamter
- Eutropius von Saintes, Bischof
- Eutyches, Theologe und Gründer des Monophysitismus
- Eutychianos, spätantiker römischer Historiker
- Eutychianus († 283), Bischof von Rom (275–283)
- Eutychides, griechischer Bildhauer
- Eutychios, antiker griechischer Bronzeschmied
- Eutychios, spätantiker Mosaizist
- Eutychios Proklos, römischer Grammatiker
- Eutychios von Alexandria († 940), melkitischer Patriarch von Alexandria und Verfasser mehrerer Schriften
- Eutychios von Konstantinopel († 582), Patriarch von Konstantinopel
- Eutychius, byzantinischer Exarch von Ravenna
- Eutychos, griechischer Koroplast
- Eutychus, römischer Wagenlenker

### Euw
- Euw, Aloys von (1921–2010), Schweizer Pfarrer und Brauchtumspfleger
- Euw, Anton von (1934–2009), Schweizer Mediävist und Hochschullehrer
- Euw, Damian von (* 1998), Schweizer Ringer
- Euwe, Max (1901–1981), niederländischer Schachspieler und SchachweltmeisterMax Euwe (1901–1981)

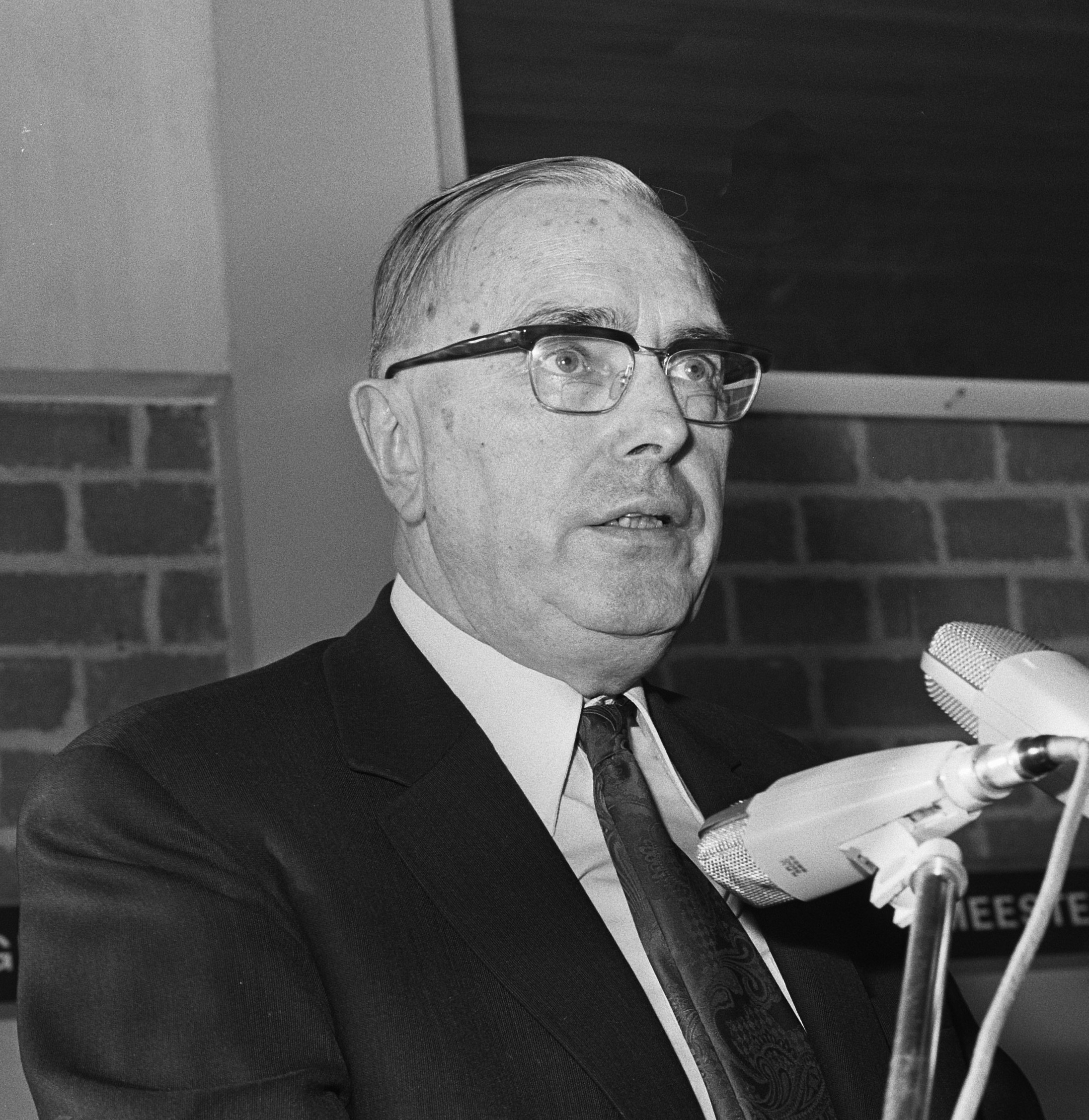
Max Euwe (1901–1981)

### Eux
- Euxitheos, griechischer Töpfer

### Euz
- Euzébio, Leandro (* 1981), brasilianischer Fußballspieler
- Euzennat, Maurice (1926–2004), französischer Althistoriker
- Euzois († 154), Bischof von Byzanz
- Euzoius († 378), arianischer Bischof in Antiochia